# キューバ危機
キューバ危機（、英: Cuban Missile Crisis、西: Crisis de los misiles en Cuba、露: Карибский кризис）は、1962年10月から11月にかけて、ソ連がキューバに核ミサイル基地を建設していることが発覚、アメリカ合衆国がカリブ海でキューバの海上臨検を実施し、米ソ間の緊張が高まり、核戦争寸前まで達した一連の出来事のこと。
日本語呼称にはばらつきがあり、英文通りに「キューバ・ミサイル危機」や後述の理由により「第二次キューバ危機」ともされる。

## 概要
1962年夏、ソ連とキューバは極秘裏に軍事協定を結び、キューバに密かに核ミサイルや兵員、発射台、ロケット、戦車などを送った。アメリカは偵察飛行で核ミサイル基地の建設を発見、直ちにキューバを海上封鎖し、核ミサイル基地の撤去を迫った。一触即発の危険な状態に陥ったが、当時のケネディ大統領とフルシチョフ第一書記とで書簡をやり取りし、最終的にソ連が核ミサイルを撤去してこの危機は終わった。また、これを機に米ソ間でホットラインの開設がなされ、不測の事態による軍事衝突を防ぐための対策が取られた。
危機の期間に定義があるわけではないが、アメリカ軍が空中偵察でミサイル基地を発見した1962年10月14日、または大統領にその情報が入った同年10月16日から、フルシチョフがミサイル撤去を伝えた同年10月28日までとすることが多い。ただし、実際にソ連が核ミサイルをキューバから撤去し、アメリカが封鎖解除したのは同年11月21日である。
「キューバ・ミサイル危機」とも呼ばれ、またこの1年半前の1961年4月の「ピッグズ湾事件」を「第一次キューバ危機」と呼び、この1962年10月の危機を「第二次キューバ危機」と呼ぶ場合がある。

## 経過

### キューバ革命

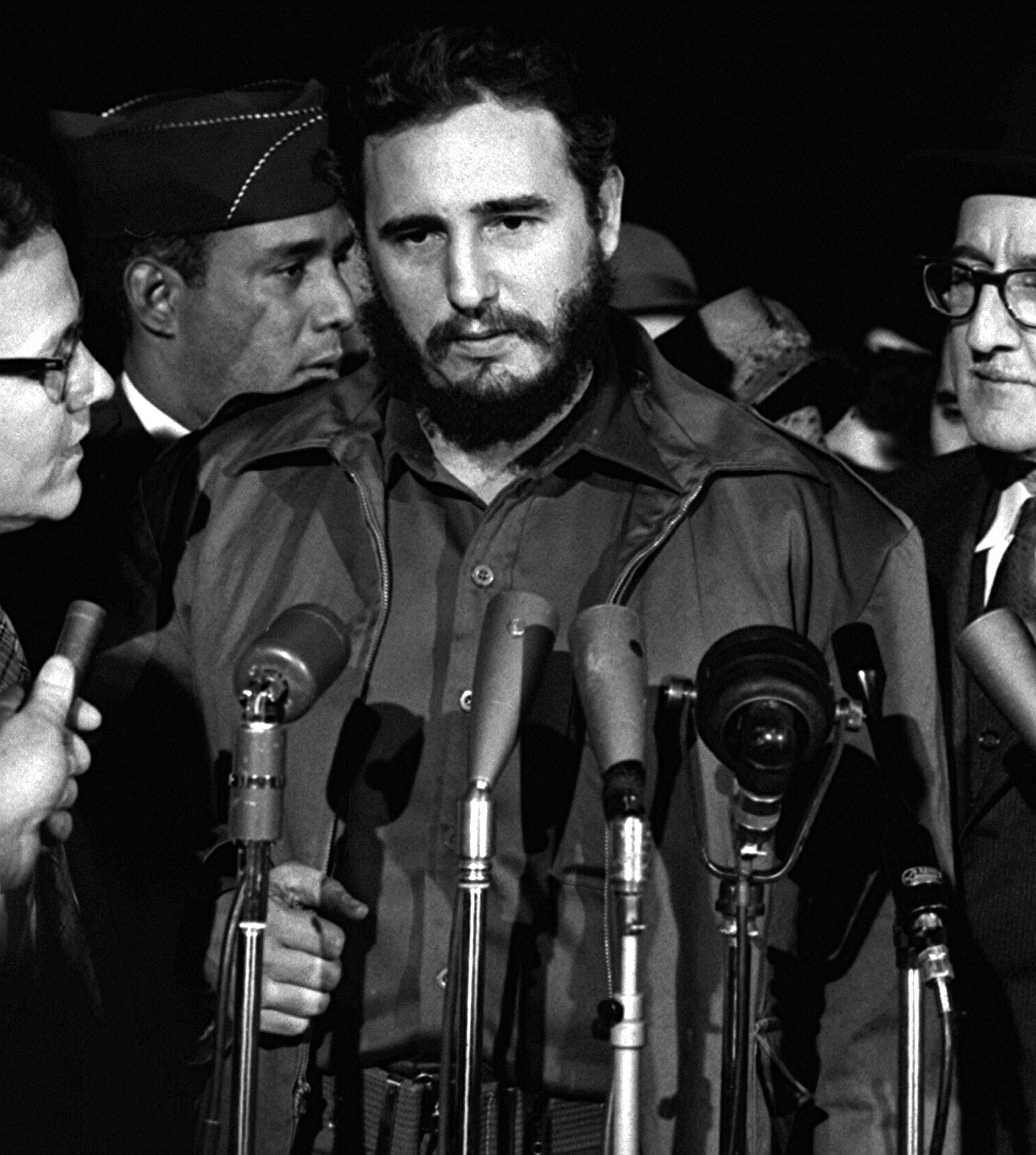
1959年の訪米時のカストロ首相

1959年1月にキューバ革命で親米軍事独裁のフルヘンシオ・バティスタ大統領を打倒し、首相の座に就いたフィデル・カストロは、革命の1ヶ月後にバティスタ派の人々に対する簡易裁判を行い、即時に600人を処刑したことから、彼がアメリカに対してどのような外交姿勢を取るのか懸念されていた。このような懸念に反してカストロは「アメリカ合衆国に対して変わらず友好関係を保つ」と表明し、早くも4月にワシントンD.C.を訪問し、アメリカ政府に対して友好的な態度を見せるとともに、革命政権の承認を求めた。
しかし、カストロからの公式会談申し入れを受け入れたドワイト・D・アイゼンハワー大統領は、CIAより、権力掌握後のカストロが国内でバティスタ派の有力者を処刑したり、親米的な地主からの農地の強制接収による農地改革を推し進めていることを根拠として「カストロは共産主義者である」との報告を受けており、結果「かねてから予定されていたゴルフに行く」との理由で公式会談を欠席した。
さらにアイゼンハワーに代わって会談したリチャード・ニクソン副大統領との会談において、カストロは「アメリカとの友好関係を保つ」と言いながらも、彼から「革命後の共産主義の影響拡大」、「反革命派の処刑」、「自由選挙の未実施」といった点を問い詰められて怒りだす寸前になる始末であった。このようなカストロの態度を受けたニクソンは、アイゼンハワーに「カストロは打倒すべき人物で、キューバ人亡命者部隊を編成してキューバに侵攻すべきである」と進言した。

### キューバとソ連の接近

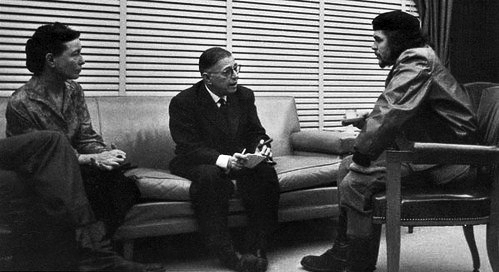
ジャン＝ポール・サルトルと妻のシモーヌ・ド・ボーヴォワールと話すゲバラ（1960年）

このような「予想外」の冷遇に反発したカストロ首相は、アメリカとの友好関係の継続と支援を受けることにまだ期待を持ちながらも、帰国後に農地の接収を含む農地改革法の施行を発表した。
当時アメリカ企業であるユナイテッド・フルーツとその関連会社、関係者がキューバの農地の7割以上を所有していたことから、これは事実上アメリカ企業の資産の接収を目的にした法の施行ということになり、アメリカ政府や企業からの大きな反発を受けることとなった。
アメリカとの関係が悪化する中、カストロは全方位外交を掲げることで、第三世界のみならず西側の先進国を含めた世界各国から革命政権の承認を受けることを目論み、革命の同志で国立銀行総裁に就任したエルネスト・チェ・ゲバラを日本やインドネシア、パキスタン、スーダン、ユーゴスラビア、ガーナ、モロッコをはじめとするアジアやアフリカ、東ヨーロッパ諸国に派遣した。
さらにカストロは、弟のラウル・カストロ国防大臣にソビエト連邦の首都のモスクワを訪問させ、ニキータ・フルシチョフ首相から歓迎を受け、アナスタス・ミコヤン第一副首相をハバナに公式訪問として正式に招請するなど、冷戦下でアメリカ合衆国と対峙していたソビエト連邦との接近を開始する。
その後もキューバとアメリカの関係は悪化の一途をたどり、1960年1月にはユナイテッド・フルーツの農地の接収を実施したほか、2月にはソ連のアナスタス・ミコヤン第一副首相のハバナ公式訪問を受け入れ、ソ連との砂糖と石油の事実上のバーター取引や有利な条件での借款の受け入れ、さらにソ連からの重火器類を含む武器調達の取引に調印した。アメリカ合衆国本土の隣国であるキューバがソビエト連邦と手を組む事態を受け、アメリカ合衆国は共産主義国家による軍事的脅威を間近で感じることになった。

### アメリカとの対立

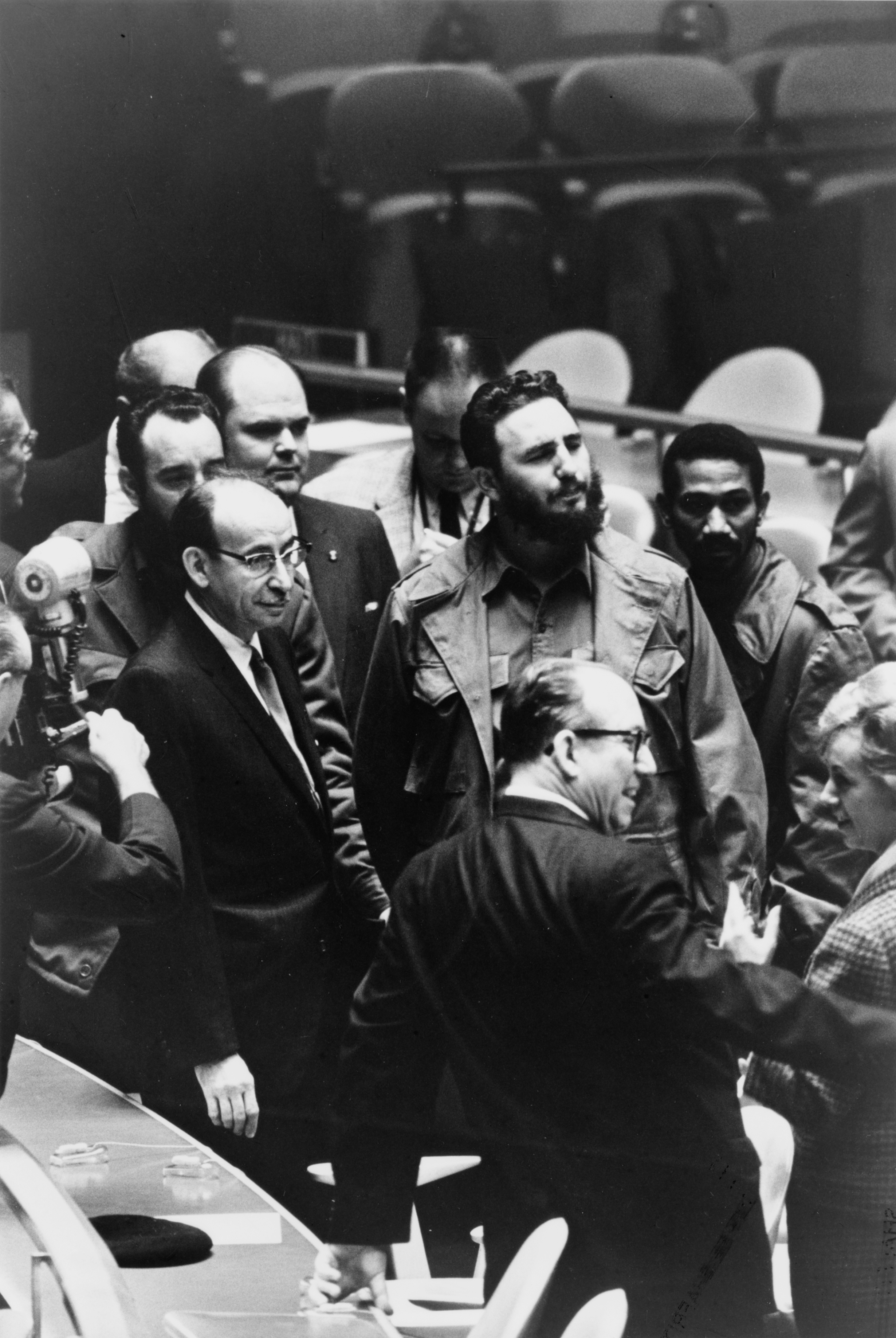
国連総会に出席したカストロ（1960年4月）

同年4月には早くもソ連のタンカーがキューバの港に到着し、さらに6月には、キューバ政府によりユナイテッド・フルーツやチェース・マンハッタン銀行、ファースト・ナショナル・シティ銀行をはじめとする、アメリカの政府や企業、国民が所有する全ての国内資産の完全国有化を開始するとともに、穏健派のルフォ・ロペス財務大臣の更迭（その後アメリカに亡命）など、キューバとアメリカの対立は決定的なものとなった。
さらに9月にアメリカ政府は、国内にあるすべてのキューバ資産を差し押さえるとともに、キューバに経済および軍事援助を行った国に対する制裁を規定する法案を可決した。
同月下旬にカストロは自ら国連本部で開催される国連総会に出席すべくニューヨークを訪問したものの、これに対してアメリカ政府はキューバ代表団のマンハッタン外への移動を禁止し、さらに宿泊予定のシェルボーン・ホテルはキューバ代表団に対して膨大な額の「補償金」の支払いを要求するなど、嫌がらせともいえるような対応を取った。なおその後ハーレムにある安ホテルに移動したカストロは、ホテルを訪問したフルシチョフやエジプトのナーセル大統領、マルコムXなどと会談し、さらに26日には国連総会において4時間29分に渡る長時間の演説を行い、キューバ革命の意義を自画自賛するとともにアメリカを非難した。
アイゼンハワー政権は更なる対抗策として、キューバ最大の産業である砂糖の輸入停止措置を取る形で禁輸措置に踏み切り、1961年1月3日には国交断絶を通告した。この間、大量のキューバからの避難民がフロリダ州マイアミに到達し、その数は10万人に達した。

### アメリカによるキューバへの軍事侵攻

#### ピッグス湾事件

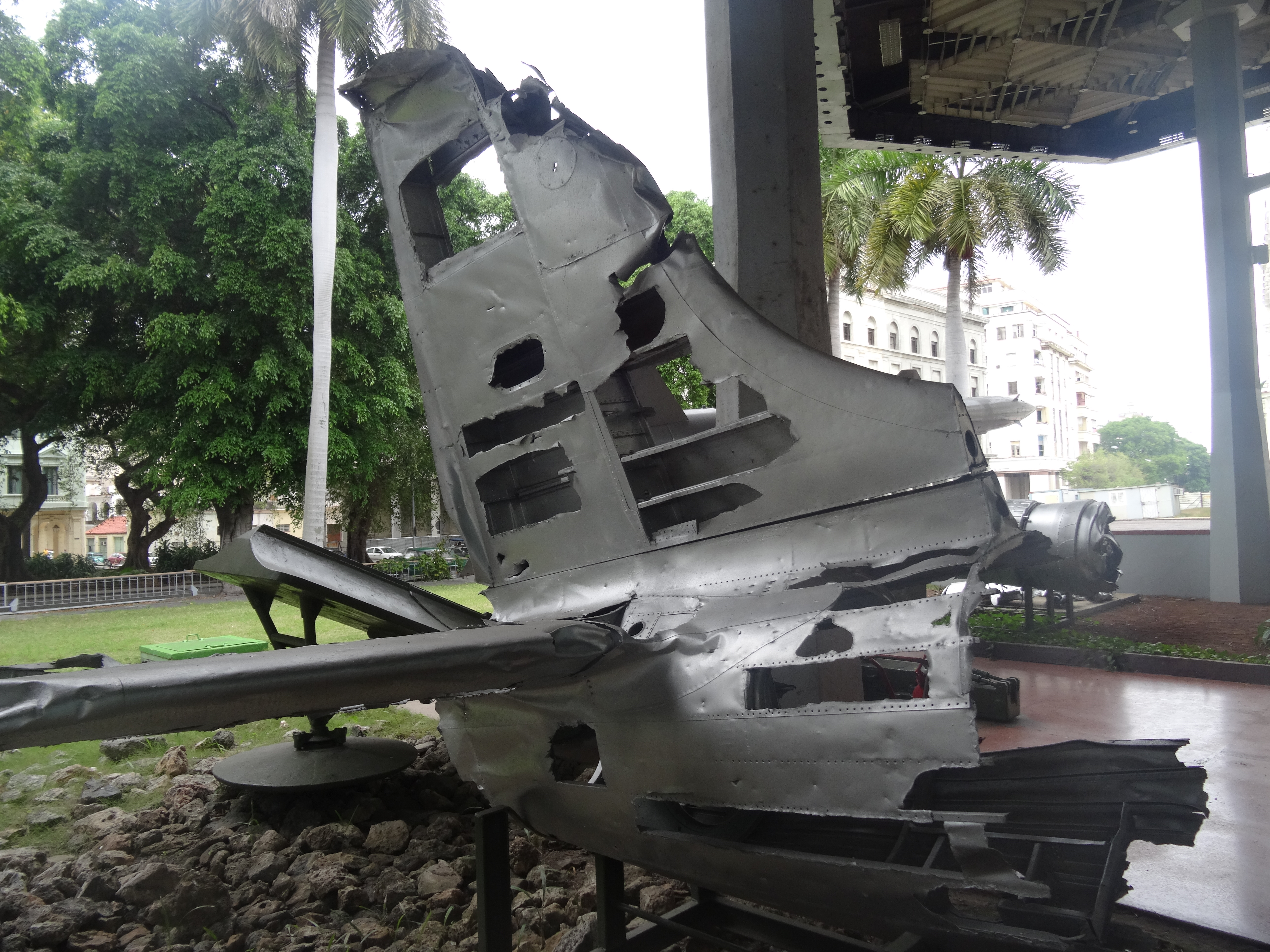
ピッグス湾事件で撃墜されたアメリカ軍のB-26爆撃機の残骸

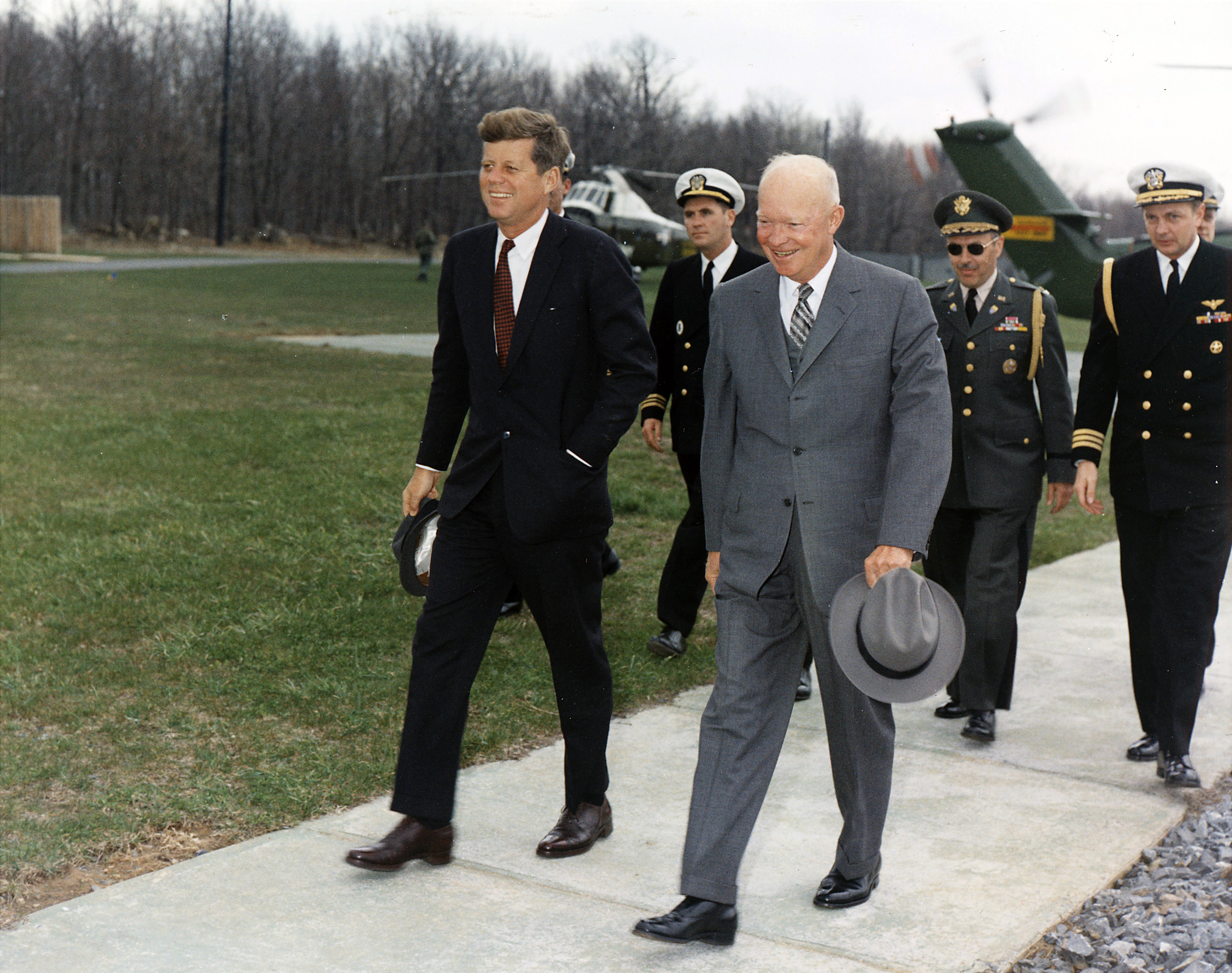
アイゼンハワー（右）とケネディ

これに先立つ1960年3月、キューバのソ連への接近を憂慮したアイゼンハワー大統領とCIAは、カストロ政権転覆計画を秘密裏に開始した。キューバ革命で母国を脱出してきた亡命者1,500人を「解放軍」として組織化し、1954年にCIAが主導した「PBSUCCESS作戦」により親米軍事政権が成立していたグアテマラの基地において、ゲリラ戦の訓練を行った。アメリカの軍事援助と資金協力の下でキューバ上陸作戦を敢行させるためであった。
アイゼンハワーはすでに退任間近だったためこのキューバ問題から手を引き、その後はリチャード・ニクソン副大統領とCIAのアレン・ダレス長官らによって作戦計画は進められた。
そして、兵員数と物資で圧倒的に劣勢であった反カストロ軍がキューバ政府軍に勝つためには、アメリカ軍の介入が必要と見たCIAは作戦計画にこれも組み入れていた。表面的には亡命した反カストロ軍が故国キューバの独裁政権を倒しカストロを追放するという目的はそのままであったが、元の計画ではキューバ国内での反政府グループの支援を見込んで、またカストロ体制がまだ盤石ではないと予測していた。
そして1960年11月の大統領選挙で当選し1961年1月20日にジョン・F・ケネディが大統領に就任すると、カストロ政権転覆計画をCIAと軍部から説明を受けた。この時に「あくまでアメリカ軍が直接介入するのではなく、CIAの援助のもとに亡命キューバ人が組織した反カストロ軍が進める作戦」として説明を受けたケネディはその通りに理解し、アメリカ軍の正規軍が直接介入しないことを条件に作戦を許可した。作戦は2つの段階があり、最初の4月15日に、「払い下げ品の」旧型のアメリカ軍の爆撃機を仕立てた亡命キューバ人部隊が、キューバ空軍の飛行場を爆撃し壊滅させて制空権を奪い、4月17日にピッグス湾（コチーノス湾）に艦船の援助を受けて上陸作戦を実行する予定であった。
ところが、4月15日に行われた最初の空爆作戦が失敗、制空権を確保できないまま、4月17日に1400人の亡命キューバ人部隊がピッグス湾に上陸した時に、上陸を予想したキューバ政府軍の反撃に遭い、さらに空からキューバ空軍の攻撃を受け、沖合に待機した艦船が撃沈、弾薬も食糧も欠乏する事態の中で海岸で部隊は孤立してしまった。
ここで当初「正規部隊は介入しない」と軍とCIAはケネディ大統領に説明していたにも拘らず、亡命キューバ人部隊の劣勢を受けて「状況を挽回するために正規軍を介入させたい」と軍が主張するも彼は拒否、結局亡命キューバ人部隊は1189名が捕虜となり、114名が戦死するなどして壊滅、作戦は完敗に終わった。さらに、最初の爆撃にアメリカ軍の正規軍が関わっていることが明らかになって、世界からアメリカに非難が集中した。
この「ピッグズ湾事件」の直後の4月28日に、ケネディは「西半球における共産主義者とは交渉の余地がない」としてキューバに対する経済封鎖の実施を発表した。なおアメリカのこれらの軍事侵攻や経済制裁の実施を受けて、キューバ政府は先の革命が社会主義革命であることを宣言しアメリカの挑発に答えた。1962年初めに米州機構から追放された。

### ウィーン会談

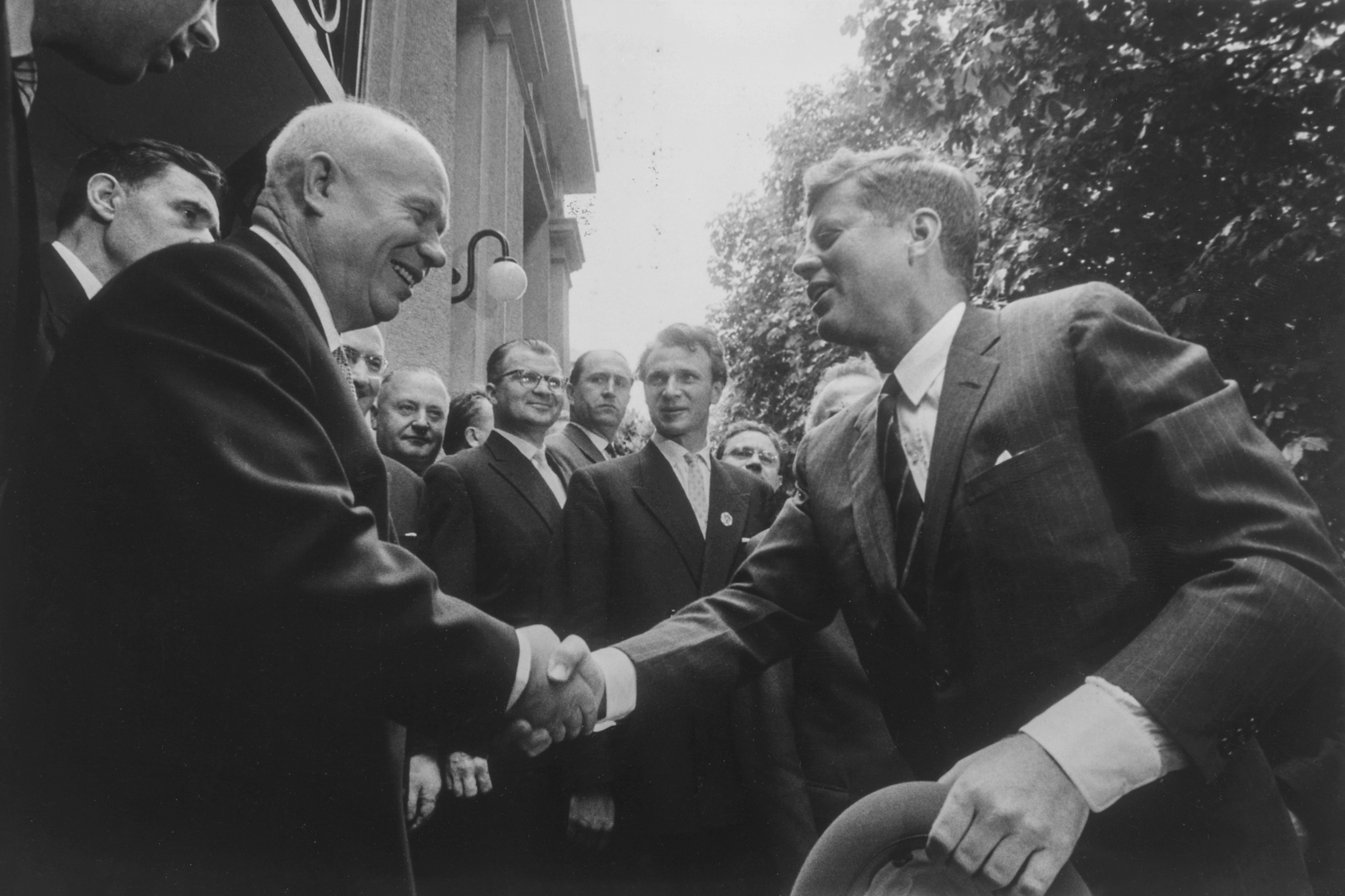
フルシチョフ（左）とケネディ（1961年）

ピッグズ湾事件から2カ月の6月3～4日にオーストリアの首都ウィーンで、ケネディ大統領とフルシチョフ首相は最初で最後の首脳会談に臨んだ。この会談でケネディが持論であった大国同士の『誤算』が戦争を引き起こすことについて話すと、フルシチョフはキューバ問題について「バチスタを支持したことがキューバ国民の怒りがアメリカに向かっている理由です。キューバ上陸作戦はキューバの革命勢力とカストロの地位を強めただけである。わずか600万人のキューバがアメリカにとって脅威ですか？アメリカは他国の国内問題に介入する先例を作ってしまった。この状況は誤算を引き起こすことになる」と語り、ケネディはキューバの状況に関して判断ミスがありピッグス湾事件は誤りであったことを認め、両者は『誤算を生む可能性を排除すること』に同意した。
この時、ケネディは「私は政策判断をする場合に、ソ連が次に世界でどう動くかに基づいて下さなければならない。これはあなたがアメリカの動きに関して判断しなければならない場合と同様である。故にこの会談をこれらの判断により大きな正確さをもたらすのに役立つものとしたい」とフルシチョフに語り、そしてフルシチョフは「危険はアメリカが革命の原因を誤解した時にのみ起こるものだ」と切り返した。

#### マングース作戦
ピッグス湾事件の7カ月後の1961年11月、ケネディは軍事作戦とは別に隠密作戦の検討を始め、その特別グループを編成した。そしてカストロ打倒計画を立てる中心人物としてエドワード・ランスデール空軍少将 を作戦立案者に指名し、政権の総力を挙げてカストロ政権打倒を目指す「マングース作戦」（Operation MONGOOSE）を極秘裏に開始した。ただし軍事訓練を施した亡命キューバ人をキューバ本土に派遣して破壊活動を実施させ、再度のキューバ侵攻作戦の計画立案を進めたのではなく、ランスデールが国防総省で検討を加えたのは破壊工作・経済的妨害・心理戦などからなる計画で隠密行動が主であり、その中にはカストロ暗殺計画もあり、1962年10月までにカストロ政権を転覆させるというものであった。
今日、ケネディ政権がどこまで本気でこのマングース作戦を実行するつもりであったかは不明である。アメリカ軍によるキューバ侵攻作戦という大がかりな計画ではなく隠密にカストロを暗殺するものであったという見解と、一方では当時CIAはすでにカストロ体制が予想以上に強く隠密作戦だけで体制を転覆させられると考える者はなく、大規模な軍事行動が必要であるとの考えから軍事作戦の基本計画を練っていたという見解がある。
「マングース作戦」は徐々に速度を上げて進捗し、キューバでミサイル基地が発見された時の1962年10月15日にも作戦が予定されていたが急遽中止となった。それは奇しくもキューバへのミサイル配備計画とほとんど時期を一にするものであった。

### キューバへの核ミサイル配備

#### アナディル作戦

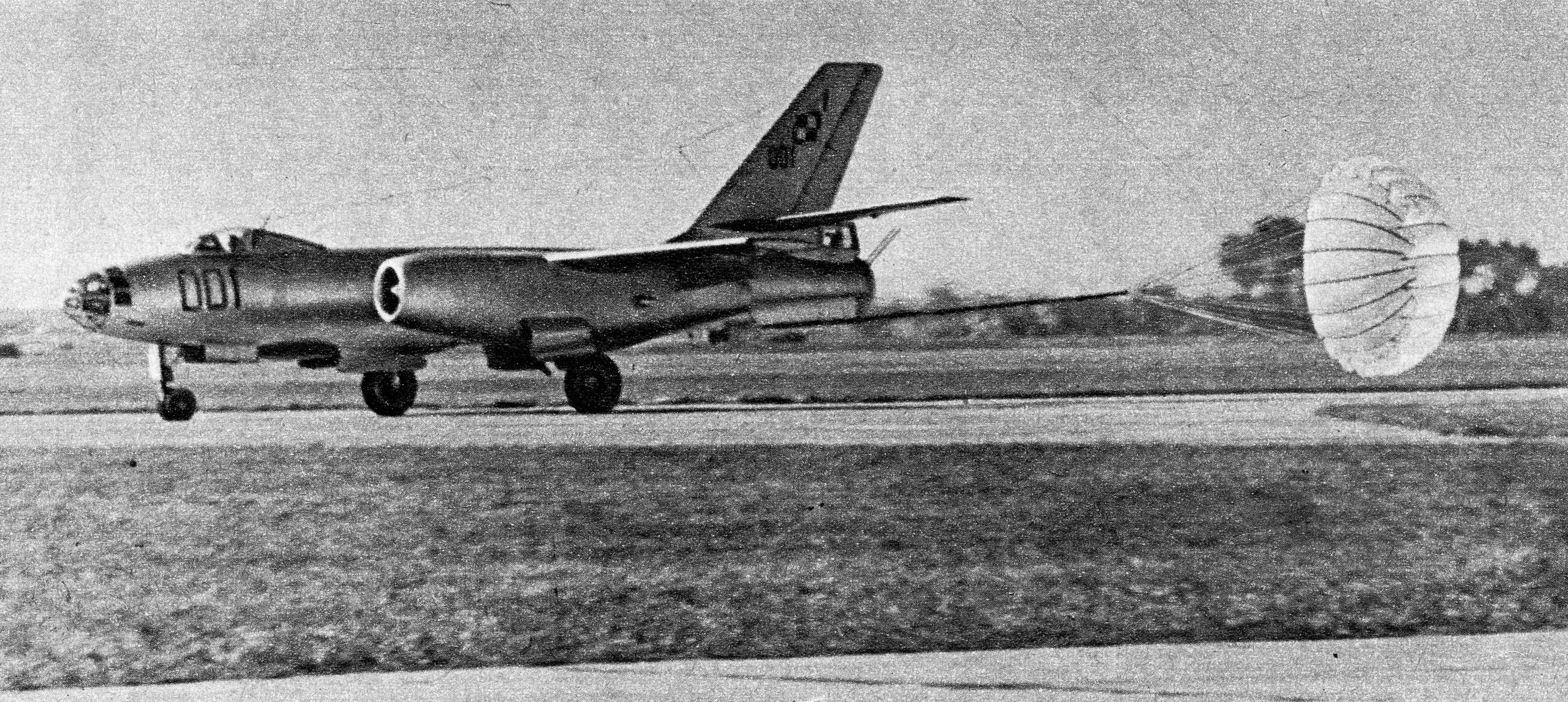
イリユーシンIl-28爆撃機

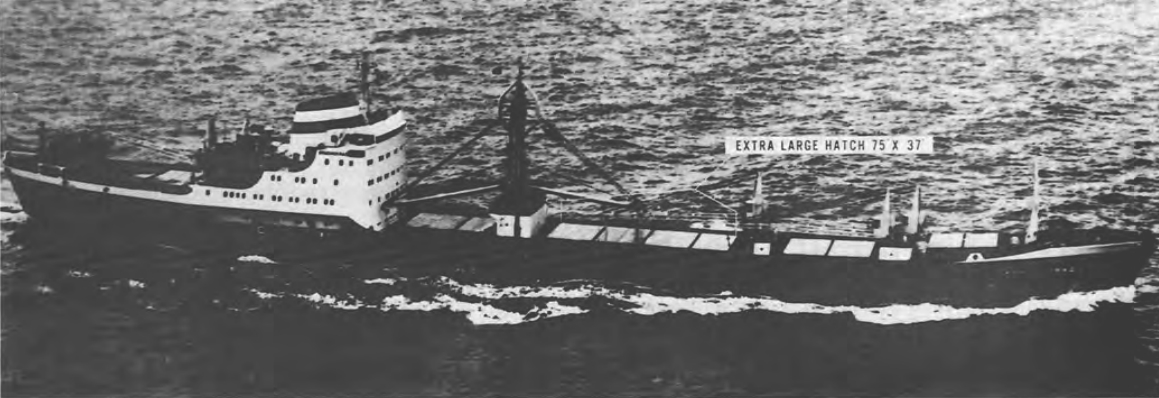
キューバに向かうソ連の貨物船「クラスノグラード」（9月）

そのような状況下で、キューバとソ連の関係は一層親密化し、カストロはアメリカのキューバ侵攻に備えてソ連に最新鋭のジェット戦闘機や地対空ミサイルなどの供与を要求しはじめた。しかしソ連は1962年夏には、最新兵器の提供の代わりに秘密裏に核ミサイルをキューバ国内に配備するアナディル作戦 を可決し、キューバ側のカストロもこれを了承した。
キューバへのミサイル配備をフルシチョフが検討を始めたのは1962年4月の終わり頃で、ミコヤン第一副首相との会話の中でミサイル配備が話題となり、その後マリノフスキー国防相とも協議を始めている。ミコヤンは当初懐疑的であった。後にフルシチョフが書いた回顧録によると彼がキューバにミサイルを配備した動機は何よりもキューバの防衛であった。しかしただ防衛だけであったなら、わざわざ隠密に極秘に核ミサイルを運ばなくても堂々とキューバと協定を結んで通常兵器を供与する方がケネディも反対できなかったし、仮にそれが小規模のものであってもアメリカが攻めて来る場合はソ連兵と直接戦闘となるリスクが生じ、歴史上初めてアメリカとソ連が直接武力で戦う覚悟を必要とし、それ故にアメリカのキューバ侵攻の抑止になると考える方が自然である。そう考えなかったフルシチョフにはミサイル配備のバランスでアメリカと均衡させるためにあえて核ミサイルの配備にこだわったと言える。
アナディル作戦の背景には、当時核ミサイルの攻撃能力で大幅な劣勢に立たされていたソ連がその不均衡を挽回する狙いがあった。アメリカは本土にソ連を攻撃可能な大陸間弾道ミサイルを配備し、加えて西ヨーロッパ、そしてトルコにも中距離核ミサイルを配備していた。これに対し、ソ連の大陸間弾道ミサイルはまだ開発段階で、潜水艦と爆撃機による攻撃以外にアメリカ本土を直接攻撃する手段を持たなかったといわれる。また、共産主義国家のリーダーとして台頭する中国への対抗心もあったという。
ソ連がアナディル作戦でキューバへの軍事力の展開をするには事前の発覚を避け、それでいて高性能の戦闘機、地対空ミサイル、それを管理する部隊や大量の装備品、そして約5万人の派兵が必要でそれらの人員や装備品を輸送する船舶がおよそ85隻が必要であり、しかもその船舶は何回も往復しなければならなかった。この時に運んだ人員および装備は以下の通りである。
- 戦術核兵器
中距離弾道ミサイル（IRBM）24基、準中距離弾道ミサイル（MRBM）36基
- 陸上兵力
4個連隊合せて1万4000名。これらは機甲化されていないが各連隊に戦車、大砲、対戦車ミサイルを装備。そして射程40キロの短距離ロケット36基。
- 航空兵力
軽爆撃機「イリューシン」（Il-28）42機、戦闘機（MiG-21）40機、その他地対空ミサイル72基。
- 沿岸防衛
巡航ミサイル（KR-1）80基、巡航ミサイル（S-2）32基、巡視艇12隻。

この他に、海上兵力として潜水艦11隻なども予定していたが、結局キューバには送られなかった。そしてキューバに派遣された人員は4万5234名で、この内海上封鎖が始まった時点で3332名はまだ公海上であった。
なお、これほど大量の物資及び人員を海上輸送する作戦をソビエト軍は実施したことはなく、加えて急遽決定された計画であったため、ミサイル基地の建設は非常に困難を極めるものであった 。
- 建設チームはキューバに関する情報（経済状況、天候、取得できる天然資源、地図、地形等）をほとんど持ち合わせておらず、スペイン語を話すキューバ人との会話にも支障をきたす有様であり、積み荷が到着するスケジュールすら知らされていなかった。
- 当初はミサイル基地全体をヤシの木の葉で覆い隠す予定だったが、ヤシの木がまばらにしか生えておらず、急遽緑色のネットを被せて核ミサイルの存在をカモフラージュした。
- 偵察チームは当初決定されたミサイル基地の建設候補地について、より適した場所への移転を本国に進言したが（カストロから情報提供があった）、上層部（フルシチョフ）の決定は絶対であったため、それらの提言はことごとく拒絶された。
- NATO及びアメリカ軍に船舶が臨検を受けた場合は発砲の許可が下りており、秘密を守るために書類や積み荷の破棄が厳命されていた。
- 一部の兵士は客船でキューバに渡ったが、ほとんどの兵士は物資を輸送する船舶に押し込まれたため、長い船旅で体調を崩す者が続出し、海上で死亡した者は水葬の措置が取られた。
- ソビエトの工作機械はヨーロッパの気温が低い乾燥した気候に合わせて作られていたため、高温多湿のキューバでは錆の発生に苦しめられた（現場からの度重なる要望により、９月になり高温多湿の環境でも稼働する工作機械がやっと導入された）。また、工作機械の電圧もソビエトとキューバ（アメリカの規格である120ボルト60ヘルツが使われていた）では異なるため、その調整も一苦労だった。
- 建設工事は昼夜を問わず24時間体制で進められたが、度重なるハリケーンの襲来により工事がたびたび中断し、スケジュールは予定通りには進まなかった。
- 本作戦の最重要機密であるR14ミサイルについてはキューバ政府の一部の高官にしか存在を知らされていなかった。

#### 軍事協力協定
キューバとソ連は、かつてない大胆で広範な軍事協力であったため、7月にラウル・カストロがモスクワを訪問して両国間の権利・義務・責任を確認して「キューバ駐留ソビエト軍に関する協定」を結んだ。この後8月にチェ・ゲバラらが訪ソして再調整し改めて２国間の「軍事協力協定」が結ばれた。その時に公表を求めるキューバに対してフルシチョフは公表する必要はないとして退けている。
フルシチョフは、1962年11月にニューヨークを訪れて国連総会に出席する予定であり、そこでキューバのミサイル基地建設の成功を劇的に公表するつもりであった。そうすれば西側にベルリンからの撤兵を要求するための前奏曲にできると考えていた。遡ること9月にケネディ政権はソ連に対してICBMの数で2対1の割合でアメリカが勝っていることを明らかにしていた。ここでキューバに中距離弾道ミサイル（MRBM）を配備すれば、アメリカ国内の標的を攻撃することができ、米ソ間の核バランスをソ連優位に修正することが出来ると考えていた。

#### 偵察飛行
1962年7月から8月にかけて、ソ連やその同盟国の貨物船が集中的にキューバの港に出入りするようになったため、これを不審に思ったアメリカ軍は、キューバ近海の公海上を行き来するソ連やその同盟国の船舶やキューバ国内に対する偵察飛行を強化していた。CIAはソ連船の数が急増していることの意味を検討していた。また亡命キューバ人やキューバと交易のある同盟国（デンマークやトルコ、スペインなど）の情報機関からも情報が入ってきた。8月にCIAは4000～6000人のソ連人がキューバへ入国していると結論づけた。ソ連が戦略ミサイルを配備しようとしているかも知れないがソ連はそれほど愚かだと考える者は事実上皆無であった。
そして8月23日にケネディはマコーンCIA長官にキューバに核ミサイルが存在することは容認しないと述べていたが、この時にソ連が核ミサイルの配備を試みていると考えた者はマコーン以外はいなかった。そしてCIA内部でもソ連は核を運んでいると分析することはなく、9月19日にCIAが政府に提出した報告「特別国家情報評価」の中の「キューバの軍事力増強」でも同じ見方であった。それはソ連の過去の行動パターンにも予測する政策にも合致しないことであった。そして9月にキューバ上空に偵察機を飛ばすことを制限した。

#### 国内の動き

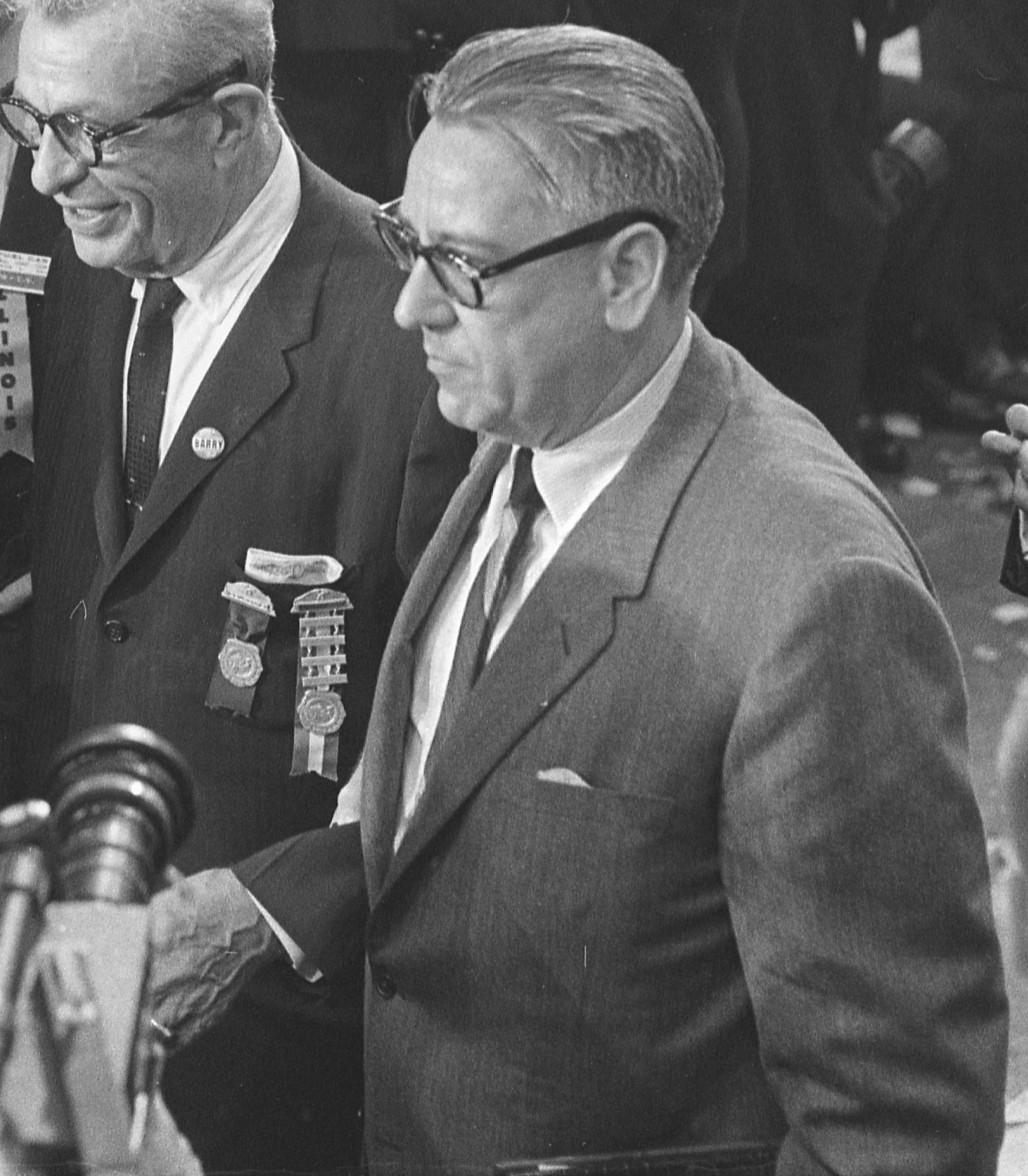
バリー・ゴールドウオーター

このような動きに対してケネディ大統領は、確かな証拠がまだ手に入っていないがもし配備されていたら容赦はしないとの警告を出す決意をした。8月31日、ニューヨーク州選出上院議員ケネス・キーティング は、ケネディ政権はキューバ問題に対して意図的な怠慢を続けていると非難し、以降ソ連は1000人以上の部隊をキューバに派遣してミサイル基地を建設していると指摘した。他にバリー・ゴールドウオーター、ジョン・タワーらの有力な共和党上院議員からもキューバへの行動に出るように要求が出された。
議員のもとに亡命キューバ人からの情報が入っていた。9月4日、ケネディは議会の代表者と会談し、現時点でソ連軍の大規模な展開はあるが、今までの監視から見て防御的な性格であると説明して、同日に声明を発表し「戦闘部隊が組織だって派遣されている証拠はない。軍事基地を提供している証拠もない」と前置きして「これらの証拠があるとなれば、最も憂慮すべき問題が生じ、きわめて深刻な事態が起きることになるだろう」と警告した。
9月6日にソ連のドブルイニン駐米大使から「中間選挙前にソ連が国際情勢を複雑にしたり米ソ関係の緊張を増したりするような措置は取らない。ただしアメリカがそのような行動に出ないことが条件である。ソ連はキューバで新しいことは何もしておらず、全て防衛的性質のものでアメリカの安全に脅威を与えるものではない」とのコメントがソレンセン大統領顧問を通じて伝えられた。9月7日にケネディは1万5000人の予備役を招集する権限を議会に要求し、さらに9月11日に「いつ如何なる形であれキューバがソ連に軍事基地を提供した場合は、アメリカは自国および同盟国の安全を守るため行わなければならないことは全て行う」と再び声明を出した。
同じ9月11日にソ連は声明を発表しキューバに対する如何なる軍事行動も核戦争を引き起こすであろうと警告していた。しかしその間にもソ連から、通常の工作機器の輸出に巧妙にカモフラージュされたソ連製核ミサイルや、核兵器が搭載可能でアメリカ東海岸の主要都市に達する航続距離を持ったイリユーシンIl-28爆撃機が秘密裏に貨物船でキューバに運ばれた。さらに核兵器の配備に必要な技術者や軍兵士もキューバに送られ、急速に核ミサイルがキューバ国内に配備されはじめた。
しかし当初アメリカ軍の解析班は、これらの貨物船で運ばれている物の多くがアメリカからの経済制裁の発令に伴って供給が止まり、その代わりにソ連から送られるようになったドラム缶に入ったガソリンや木材であると解析した。さらに中央情報局（CIA）による分析では、貨物船でキューバに運ばれたソ連軍兵士の数も実際は4万3000人程度いたところを、その4分の1以下の約1万人と見積もるなど、ケネディの命令により偵察機による撮影が制限されてしまったアメリカの情報チームは、ソ連によって行われた巧妙なカモフラージュを全く見抜くことができなかった。
ようやく9月下旬に入りケネディはキューバ上空の偵察飛行を再開させたものの、この間にキューバにソ連からSS-4核ミサイルとその弾頭99個、さらに核兵器の搭載が可能なイリユーシンIl-28爆撃機が秘密裏に運ばれ、同時期に貨物船の船底にぎゅうぎゅうに詰め込まれて送られた万単位のソ連将兵とともに、キューバ国内への配備が始まっていることには気が付かないままであった。

## 核ミサイル基地の発見

サン・クリストバルに配置されたソ連のMRBM（10月14日）

1962年10月9日、米軍の上空偵察委員会はU-2偵察機によるハバナ南方のサンクリストバル一帯の偵察飛行を提言した。キューバからの人的情報で特に怪しいと見た地域である。ケネディはすぐに許可したがこの任務は悪天候のため何日か延期となり、ようやく10月13日午後11時半にカリフォルニア州エドワーズ空軍基地から飛び立った。そして翌10月14日の朝までにはキューバに達し、キューバ上空で偵察飛行を行い、フロリダに帰着した。
このアメリカ空軍のロッキードU-2偵察機が撮影した写真について、翌15日月曜日の午前にワシントンの国家写真解析センター（NPIC）でフィルムの解析が行われた。オレグ・ペンコフスキー大佐がもたらした技術仕様書や、メーデーの際にクレムリン広場をミサイル搭載車がパレードした際の写真と見比べて解析したアメリカ空軍とCIAの解析班は、アメリカ本土を射程内とするソ連製準中距離弾道ミサイル（MRBM）の存在を発見、さらにその後3つの中距離弾道ミサイル（IRBM）を発見した。

### 10月16日（火）
これらの写真は10月16日朝にCIA高官のリチャード・ヘルムズによってホワイトハウスに届けられた。ケネディ大統領は16日午前9時にマクジョージ・バンディ国家安全保障担当補佐官から報告を受けて11時45分から緊急に国家安全保障会議を招集する決定を下した。しかもこの会議にはいつものメンバーに加えて、それ以外の顔ぶれを集めたので後に国家安全保障会議執行委員会（エクスコム）と呼ばれることとなった。

#### エクスコム

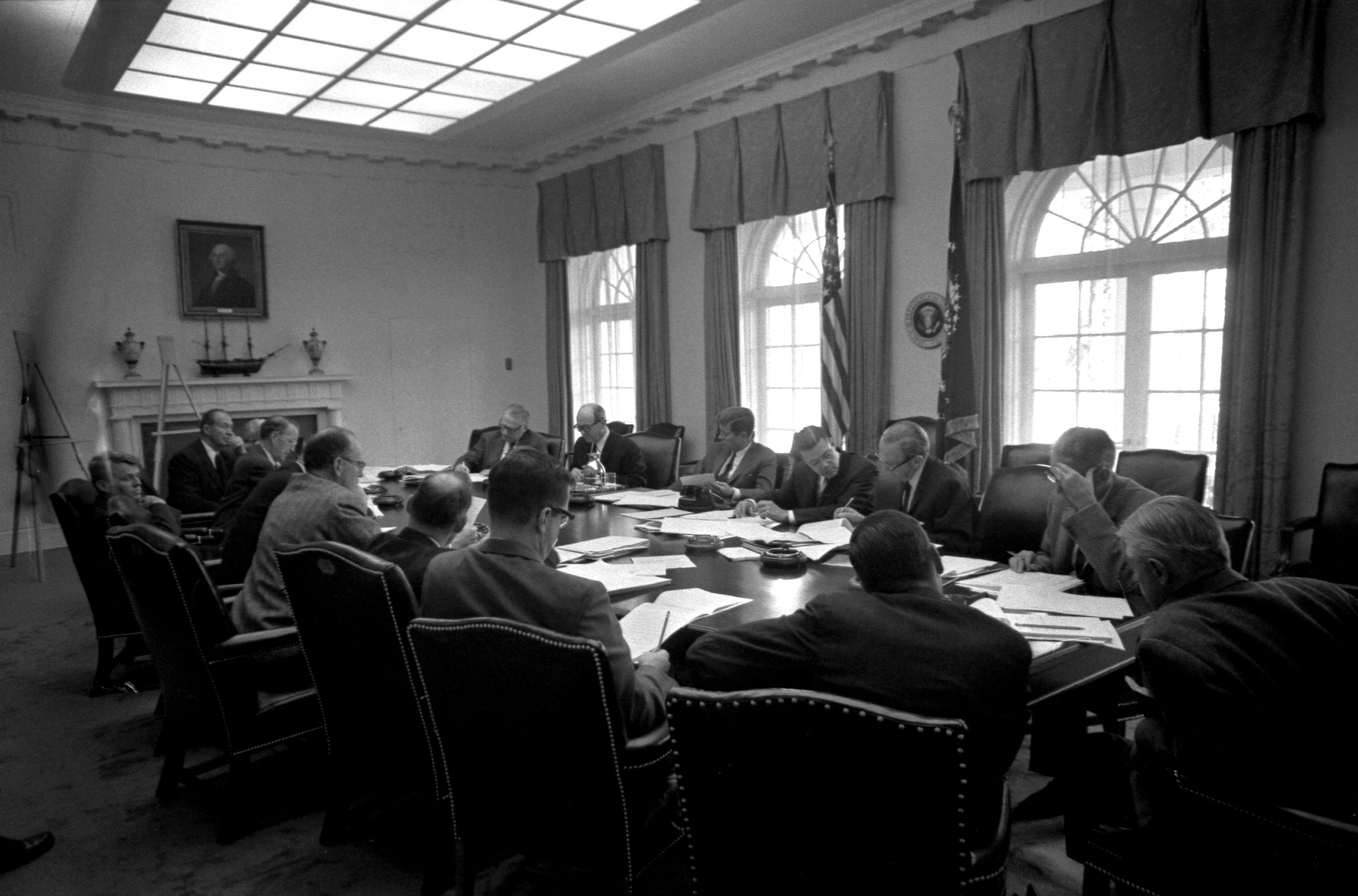
エクスコムに参加するケネディ大統領（窓際真ん中）やロバート・ケネディ（写真の一番左で、椅子を机から離している）、マクナマラ（大統領の右）など（1962年10月29日）

このエクスコムの会議には14〜15人が集まり、主な顔ぶれはジョンソン副大統領、ラスク国務長官、ボール国務次官、マクナマラ国防長官、ギルパトリック国防次官、マコーンCIA長官、ロバート・ケネディ司法長官、ディロン財務長官、スティーヴンソン国連大使、テイラー統合参謀本部議長、バンディ補佐官、オドンネル大統領特別補佐官、ソレンセン大統領顧問、アチソン元国務長官、ラヴェット元国防長官などであった。この席でケネディは直面する危険とこれに対処するあらゆる行動を即時徹底的に調査するように命じた。そして徹底した機密保持も命じた。この10月16日から13日間が歴史に深く刻まれ核戦争の寸前までいったキューバ危機の期間である。
大統領顧問であったソレンセンが1965年に書いた著書「ケネディの道」の中で、この16〜19日までの96時間が午前・午後・夜間を問わず会議の連続であったという。その間に新しい空中写真の分析が進み、近距離用攻撃用ミサイルが配置された地点が6カ所に上り、中距離用ミサイル（IRBM）用の基地にするために掘られた個所が3カ所見つかった。

#### 6つの選択肢

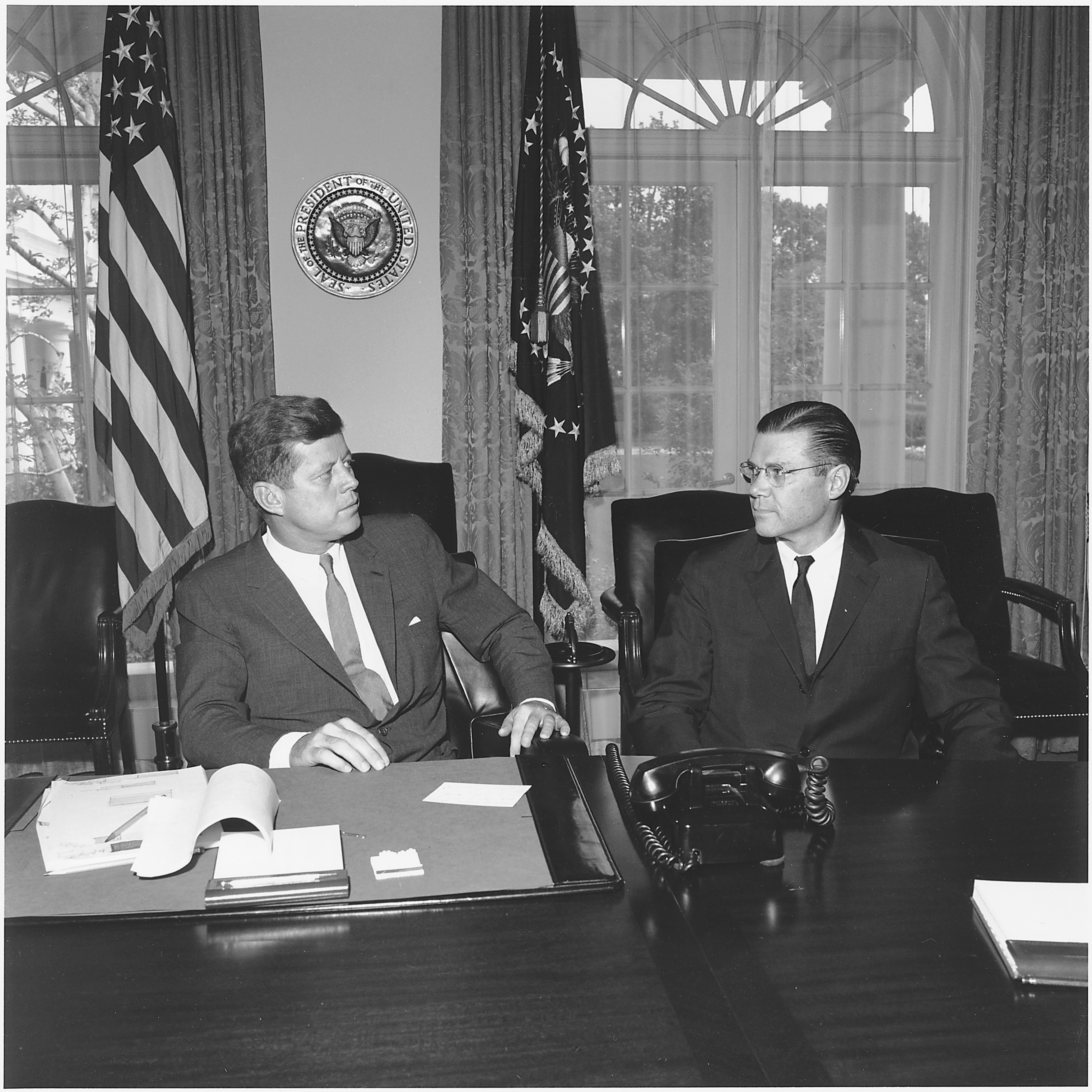
ロバート・マクナマラ国防長官と話すケネディ（6月）

ここでメンバーがこれから行動に移す可能なコースとして、
1. ソ連に対して外交的圧力と警告および頂上会談（外交交渉のみ）
2. カストロへの秘密裏のアプローチ
3. 海上封鎖
4. 空爆
5. 軍事侵攻
6. 何もしない

の6つの選択肢を挙げた。そして 1.の外交交渉のみと 6.の何もしないは最初から真剣に討議された。18日夜の段階でも外交交渉のみの案を支持するメンバー（主に国務省関係者）もいたが、ケネディは、1.と 6.のどちらも却下した。2.のカストロへのアプローチも相手は、キューバではなくソ連が相手であることで却下となった。そして 5.の軍事侵攻も1人 を除いて積極的な意見は出てこなかった。
ケネディの「侵攻は最後の手であって最初の手ではない」との意見が、ほぼ全体のコンセンサスとなった。残るは 3.の海上封鎖か 4.の空爆で、最初は空爆が有力であった。ソレンセンは少なくとも17日の段階までケネディも空爆に傾いていたと述べている。
マクナマラは、16日夕方の会議で海上封鎖をしてキューバの動きを見守り、その反応によってはソ連と戦うと述べた。ロバート・ケネディは、事前警告無しの空爆は「真珠湾攻撃の裏返し」であり歴史に汚名を残すと述べ、この事前警告をした場合は逆にソ連に反撃のチャンスを与え、かつフルシチョフが反撃に乗り出さざるを得ない状況に追い込んで、却って危険な状況となることが予想された。
テイラー統合参謀本部長は夕方までの間に他の参謀たちと協議して、1回の外科手術的空爆では不十分で、キューバの軍事的な目標全体を対象とした大規模な空爆が必要と認識していた。

### 10月17日（水）

#### 事前警告の問題
17日の会議でアドレー・スティーブンソン国連大使は「平和的解決手段がすべて無駄に終わるまで空爆などはしてはなりません」と大統領に強く主張した。ここで空爆の前に事前警告の必要が議論の焦点となった。統合参謀本部のメンバーはキューバへの空爆を支持していたが、マクナマラやロバート・ケネディは海上封鎖を主張した。マコーンCIA長官は事前通告無しの空爆には反対であった。彼はフルシチョフに24時間の猶予を与えるべきで、この手順を踏んで、しかし最後通牒に応じない場合に攻撃を行うと主張した。アチソン元国務長官はより強気で、発見されたミサイルを早急に破壊するための外科手術的空爆に賛成した。ここでケネディはアイゼンハワー前大統領に電話で意見を聞いているが、前大統領はキューバにある軍事目標全体への空爆を支持した。一方スティーブンソン国連大使は、トルコにあるジュピター・ミサイルとキューバにある核ミサイルとを取り引きすることを検討するよう求めた。

#### ジャクリーン夫人の決意
この日までにケネディ大統領はジャクリーン夫人に事態が容易ならざる方向に進んでいることを伝えていた。
ホワイトハウス警護官で大統領夫人担当のクリント・ヒル は緊急事態に備えて大統領夫妻と打ち合わせする必要を感じていた。そしてこの10月17日にジャクリーン夫人と不測の事態が起こった場合の対応について率直に話し合うことにした。それまでにシークレットサービスは大統領の家族および政府の要人を避難させる計画を既に持っていた。そして事態が発生した直後は取り敢えずホワイトハウスの地下の核シェルターに入ることとなっていた。
このことをジャクリーン夫人に伝えようとした時に、逆に大統領夫人は『核シェルターに入らなければならない時、私がどうするか、知らせておくわ』として『もし事態が変化したら、私はキャロラインとジョンJRの手をつなぎ、ホワイトハウスの南庭に行きます。そして勇敢な兵士のようにそこに立ち、全てのアメリカ人と同じく運命に立ち向かいます。』と語った。クリント・ヒルは『そうならないように神に祈りましょう。』と答えるだけであった。

### 10月18日（木）

#### ロバートの5つの試案
18日の会議でロバート・ケネディは、
1. 1週間の準備と西欧諸国とラテンアメリカ諸国への通告の後に24日にMRBMの施設を爆撃する
2. フルシチョフへの警告の後にMRBMの施設を爆撃する
3. ミサイルの存在・今後阻止する決意・戦争の決意・キューバ侵攻の決意をソ連に通告する
4. 政治的予備会談を実施し失敗の場合に空爆と侵攻を行う
5. 政治的予備折衝無しに空爆と侵攻を行う

の5つの選択肢を提示した。ラスクは 1.に反対し、国防省関係者は 2.に反対した。国務省関係者は 3.に賛成であったが、ただし空爆の前提ではなく監視強化が前提であった。4.と 5.には意見は無かった。
この日にソ連問題担当顧問で、後に駐ソ大使となったリュウェリン・トンプソンが出席して、フルシチョフは何らかの取引を目的にミサイルを配備し、それはベルリン問題で何らかのアメリカの譲歩を引き出すためではないか、と考えてフルシチョフに交渉の機会を与えることが大事だと主張した。いきなり軍事行動では報復を呼ぶだけであり、その後は予測も制御もできないとして、海上封鎖であればソ連は封鎖を突破しないと考えるがミサイル基地の作業の中止および撤去は難しいとの懸念を示した。
前日空爆反対を唱えたスティーブンソン国連大使はこの日ニューヨークに戻る前に大統領に文書を送り、キューバへの攻撃はソ連がトルコやベルリンに報復行動に出る可能性が高く、結果として核戦争になると強調した。
この段階で封鎖と空爆の2つの選択肢が残っていたが、実際は二者択一ではなく、海上封鎖から空爆へという考えと、どちらにせよ最後はキューバ侵攻へという考えで、このエクスコム会議に出席していたメンバーの大半は最後は侵攻する必要があることを理解していた。
そして海上封鎖の場合に、フルシチョフが撤去に応じる代わりに要求してくる要素をさまざまに検討して、トルコのミサイルが浮上してきた。また海上封鎖は厳密には戦争行為であるので、戦争に突入することなく海上封鎖を法的に正当化するためにどうするか、この問題ではラスク国務長官とマーチン国務次官補が1947年に締結したリオ条約（米州相互援助条約）に基づき米州機構（OAS）の承認を得ることを提案し、また18日夜にミーカー国務省法律副顧問から「海上封鎖」を「隔離」と言い換える提案が出された。
ここまで強硬に空爆を主張してきた軍も、最初は封鎖してフルシチョフの出方によっては空爆か軍事侵攻も視野に入れることにその主張を後退させた。そして封鎖の場合に撤去させるのは攻撃用ミサイルだけとすることで、この日にはケネディは海上封鎖の選択に傾いた。

#### グロムイコ外相訪問

グロムイコ外相（座って左から3番目）らと会談するケネディ大統領（1962年10月18日）

こうしたホワイトハウス内の極秘の動きの中で、この日午後5時にソ連外相アンドレイ・グロムイコがホワイトハウスを訪ねてきた。これはそれ以前から予定されていたもので、国連総会への出席のための訪米に伴う儀礼的な訪問であった。ケネディはこの場では攻撃用核ミサイルを発見したことを一切語らずに、またグロムイコ外相はソ連の対キューバ援助は「キューバの国防能力に寄与する目的を追求したもの」として「防衛兵器の扱いについてソ連専門家がキューバ人を訓練しているのは決して攻撃的ではない」ことで「もしそうでなかったらソ連政府は決してこうした援助を与えないであろう」と述べて、「キューバに配備されたミサイルは防御用の通常兵器である」と9月に述べたことを繰り返し述べた。このホワイトハウスの大統領執務室での会談は、その後冷戦史上に残る最も奇妙で緊張した会談であり、茶番劇でもあった。グロムイコ外相は会談後にモスクワにワシントンの状況は満足のいくものであった、と報告している。ケネディが何かをつかんでいるとは微塵も感じなかったのである。そしてケネディは4日後の声明で、この日のグロムイコ外相とのやりとりを明らかにして、「偽りであった」と非難した。
グロムイコ外相との会談終了後、ケネディは同じホワイトハウスの閣議室に戻った。そしてこの日の夜に急速に海上封鎖が有力な案になった。また国務・国防・司法の各省はその法律専門家に封鎖宣言の根拠について検討作業を始めさせた。

### 10月19日（金）
この頃は中間選挙が11月初めに予定されており、その応援演説のため遊説があり、ケネディ大統領はこの日クリーヴランド、イリノイ州スプリングフィールド、そしてシカゴに行く予定であった。それらをキャンセルすると政府内での動きが感づかれる恐れがあったので、いつも通り行っていた。ジョンソン副大統領も同じでジョンソンは結局選挙遊説で会議に出ていないことが多かった。そしてケネディは軍部と朝に会議を行った。

#### 統合参謀本部の強行案
朝、この統合参謀本部のメンバーとの協議の席で、テイラー議長はキューバへの軍事行動はベルリンを危険にし西欧諸国から批判を浴び、アメリカを孤立させかねないとする大統領の立場を認めながら、早急な軍事行動が必要とする意見を曲げなかった。そして参謀総長らが空爆や侵攻を強く主張し、空軍参謀総長のカーチス・ルメイは封鎖は弱腰と判断されるとしてケネディを苛立たせた。この直後、ケネディは「お偉いさん達の意見をその通りにして間違っていたら、間違っていたと言おうにも誰も生きていないことになる」と補佐官のケネス・オドンネルに吐き捨てるように言い残した。

#### 封鎖と空爆
この日午前の会議（大統領は中間選挙遊説で欠席）では2つのグループに分かれて海上封鎖と空爆について最も有力なシナリオを提示することにした。海上封鎖チームにはボール国務次官、アレックス・ジョンソン国務次官補、マクナマラ、ラスク、トンプソン顧問。空爆チームはロバート・ケネディ、アチソン元国務長官、ディロン財務長官、バンディ補佐官であった。午後の会議では全体会議を行い、アチソン元国務長官、ディロン財務長官、マコーンCIA長官、バンディ補佐官が空爆に賛成、ラヴェット元国防長官は封鎖に賛成した。ここでマクナマラの空爆を認めながら海上封鎖を優先させるべきとの意見とロバートの「会議で空爆と結論を出しても大統領は受け入れないだろう」との意見が通り、海上封鎖を実行し事態が進まない場合は空爆実施という折衷案がまとまった。

### 10月20日（土）
そしてロバートからの要請を受けてケネディ大統領は「軽い風邪のため」として選挙遊説を早めに切り上げてヘリコプターでワシントンに戻った。

#### 海上封鎖決定
20日午後2時30分からの正式な会議（国家安全保障会議第505回会議） で、ケネディはまずマコーンから新しい航空写真とその他の情報を提出させて、その後で、(1)まず封鎖から始めて必要に応じて行動を強めていくか、(2)まず空爆から始めて最後は侵攻を覚悟するか、という2つの選択肢を基幹としてそれから派生する分枝の問題が提示された。その後にケネディはまず封鎖から着手すべきとして、空爆と侵攻を主張するメンバーにそういう作戦がその後に絶対に採られないことではないと解してよろしいと言葉を続けた。ソレンセンによると、決める前に限定的な空爆がまず出来ないことを重ねて確かめるつもりであったが、結局自分で結論を出した。大統領が下さなければならない決断であり、それが出来るのも大統領だけだからであると著書で書いている。
ケネディはこのとき海上封鎖の実施を決断した。ケネディがその次に打つ手を自由に選べることと、フルシチョフにも選択の余地を残す利点があることで封鎖での力の誇示がソ連に考え直す機会を与えることになることが決め手であった。何よりも悪いのは何もしないことであると述べている。しかしもしミサイル基地の撤去に同意しなかった場合については意見が分かれた。多くのメンバーは空爆を支持したがマクナマラとスティーブンソン国連大使は反対し、スティーブンソンはグアンタナモ米軍基地の撤収まで言及して軍事的衝突は避けるべきであると主張した。この封鎖以外での外交交渉でのカードとしてトルコのミサイル撤去があったが、この時にはケネディは他の欧州諸国にとって関心の無いカリブ海の小国の問題で自国の利益のために欧州の安全を犠牲にするのではないか、という疑惑を裏書きすることで同盟を破壊しかねない譲歩をすべきではないと考えていた。この問題は最後の局面で重要な課題となった。
この後に、ケネディは21日（日曜日）にテレビ・ラジオを通じて国民に演説する意向を示したが、国務省から事前に他の同盟国や中南米諸国に説明する必要があり、日曜日ではなく月曜日にそれらを全て行うため、結局22日（月曜日）午後7時に演説することで同意した。ここで国務省からあった封鎖（Blockade）という言葉が好戦的で戦争行為と解釈されるので以後は隔離（Quarantine）を言葉として使用することも決まった。
会議が終わってから外交ルートで米州機構への申し入れ、国連への安保理開催の申し入れ、各国首脳と西ベルリン市長あての手紙、フルシチョフへの簡単な通告文書の作成にかかった。

### 10月21日（日）

#### 問題解決の困難さ
21日に、ケネディは空軍のスイーニー司令官と会談した。スイーニーは率直に、一度の攻撃でキューバの全てのミサイルを破壊できる保証はないと伝えた。攻撃しても、結局残ったミサイルで反撃される可能性があったのである。ミサイルの問題は封鎖でも空爆でも、解決できないことをケネディは理解したのである。そしてシュレジンジャー補佐官に「最終的には取引しなければ駄目だろうな」と述べている。この日にマクミラン英国首相に親書を送った。その内容は、
より詳細な内容は、翌日駐英大使より報告があったが、この他に翌日のテレビ演説の直後にも、マクミランと電話で会談をしている。マクミランは、ヨーロッパがもう何年もソ連の核ミサイルの射程圏内に入ったままだと述べて過剰反応を戒め、カストロを忌避するアメリカに懸念を示した。ケネディはマクミランに今回の秘密の動きはベルリンに関係していると述べている。
ケネディの考えの中には、今回のキューバへのミサイル配置はベルリン問題への駆け引きがあると睨んでいた。フルシチョフのキューバ戦略とベルリン戦略は連結していると考えているケネディは、フルシチョフがキューバで揺さぶることで西ベルリンを一挙に解決する（要するにソ連にとっては獲得する）ことを目指したものであると結論を出していた。統合参謀本部のメンバーに「キューバに爆撃を加えたら、それは彼らにベルリンを奪取する口実を与えることになる」「我々がキューバへの状況に耐えるガッツを持たなかったことで、ベルリンを失ったと後で西ドイツ国民から見なされるだろう」「西欧の人からすればベルリンや自国の安全には気にかけるが、キューバなど遠く離れていて気にかけていない」と述べた。

### 10月22日（月）

#### モスクワの事前の動き
一方ソ連では、モスクワ時間の22日朝から動きがにわかに慌ただしくなった。ケネディが夜遅くにテレビ演説を行うという情報が入って、ソ連軍参謀本部情報総局（GRU）がアメリカ軍の行動がきわめて異常だと報告し始め、国家保安委員会（KGB）はワシントンで何か重大なことが起きようとしているとの気配を察知していた。フルシチョフは共産党中央委員会幹部会を緊急招集した。
フルシチョフはキューバのミサイルが発見されたことをケネディが公表するのだと確信し、マリノフスキー国防相はアメリカがすぐに行動に出ることはないとした。しかし幹部会のメンバーは海上封鎖を宣言して何もしてこないと予測する方よりも、遅くとも数日以内にカリブ海で戦争が起こる可能性が高いとみる方が多かった。この時点でフルシチョフは「最終的には大戦争になるかも知れない」と思った。そしてキューバ駐留ソビエト軍総司令官ブリーエフに出す指示の内容についての議論が始まった。全面的な警戒態勢を取り、如何なる場合も核兵器は政府の明示的な許可がないと使用してはならない旨を伝達することが決まった。しかし包囲された中での防御戦では戦術核兵器を使用しなければ防御は絶望的だとの思いが強まり、もしモスクワからの通信が遮断された場合はブリーエフ司令官に許可することもいったんは決定したが、この部分は事態の進展を待ってということで留保された。マリノフスキーは情報が傍受されて核兵器使用の権限を現地司令官に移譲するなどとアメリカが知ったら、逆に先制攻撃の口実を与えることになることを憂慮したのであった。

#### ワシントンの動き
アメリカではこの日22日の午前から重要な同盟各国への通知が行われた。トルーマン政権での国務長官だったディーン・アチソンをフランスのシャルル・ド・ゴールのもとに派遣するとともにイギリスのハロルド・マクミラン、西ドイツのコンラート・アデナウアー、カナダのディーフェンベーカーの各首相のもとにも特使を派遣し、NATO主要国である彼らの支持を得た。
この他に西ベルリン市長ブラント、イタリア首相アミントレ・ファンファーニ、インド首相ジャワハルラール・ネルーにも親書を送り、また、OAS諸国には現地のアメリカ大使から政府に事態を知らせた。元大統領のフーヴァー、トルーマン、アイゼンハワーに対してはホワイトハウスから電話でケネディ自身が状況説明を行い、さらに午後5時から議会指導者に対しても自身で状況説明を行った。この議会指導者との会談では多くの議員から反対の声が聞かれ、J・ウィリアム・フルブライト、リチャード・ラッセル・ジュニアの両上院議員は海上封鎖に反対し、キューバ爆撃を主張した。ソ連のドブルイニン大使が国務省に招かれたのが午後6時でほぼ同じ時刻でモスクワでコーラー駐ソ大使がクレムリンに向かった。

#### テレビ演説
そしてケネディ大統領は10月22日午後7時（東部標準時）からテレビ・ラジオを通じてアメリカ国民にキューバにおける新しい事態の説明を始めた。
この演説で、キューバにソ連の攻撃用ミサイルが持ち込まれた事実と米国によるキューバ海上封鎖措置を発表し、ソ連およびキューバ国民に対して攻撃用ミサイルは何の利益にもならないと強調して、この中で以下の7項目の措置を速やかに行うことを明らかにした。
1. キューバ向け船舶の「海上隔離措置」
2. キューバへの空中監視
3. 他国へのキューバからのミサイル発射は米国への攻撃とみなすこと
4. キューバ島内にあるグアンタナモ基地の増強および全部隊に警戒態勢を指示
5. 米州機構（OAS）全体会議の招集
6. 国連安全保障理事会の緊急招集
7. フルシチョフに「世界を壊滅の地獄から引き戻すための歴史的努力」に参加すること[40]

そして最後にこの言葉で結んだ。
この演説は、合衆国海外情報局 (USIA) を通してスペイン語に訳され、中南米諸国に放送された。

#### ソ連の対応
ソ連ではケネディの演説の後に、フルシチョフはしばらく猶予が与えられたと考え、ミサイル基地の建設を続けることを決定した。幹部会ではワルシャワ条約機構の兵力に対して低いレベルでの警戒態勢に入るよう命じた。またソ連を出発してまだ日が浅い船舶については引き返すように指示し、キューバに近い船については予定している港でなく一番近い港に全速力で向かうように命じた。この他、国内のR-7やキューバのR-12を発射準備に入れ、またハバナ市内をはじめキューバ国内の主要地点に対空砲を構えてアメリカ軍の攻撃に備えた。そしてキューバの工業大臣を務めていたチェ・ゲバラは、サンクリストバルのミサイル基地の近くの洞窟に緊急の指令室を作り、そこで現場の指揮を執った。

#### アメリカ軍の動き
アメリカ国内の軍隊をアメリカ南東部に移動させ、空軍戦略航空軍団は警戒レベルを引き上げ、180隻の海軍艦艇をカリブ海に展開させて海上封鎖の準備を整えた。
アメリカ軍全部隊の警戒態勢は、22日の大統領演説中にDEFCON（Defence Condition;デフコン）3となった。これは最高度の警戒レベルであるDEFCON1と平時のDEFCON5の中間にある警戒レベルである。迎撃機が各地に配置され、すでに空軍戦略航空軍団（SAC）は警戒レベルを上げていた。そして戦略爆撃機のうち8分の1は常時上空に待機する（飛行中）体制となった。万が一ソ連が奇襲しても爆撃機が確実に生き残れるようにするためであった。

#### ペンコフスキー逮捕
なおこの日に、アメリカの諜報員にキューバにおけるミサイル発射サイトの計画案をはじめとする核ミサイルの配備状況を伝え、アメリカの偵察機による核ミサイルの発見に多大な貢献をしていたソ連軍参謀本部情報総局の大佐で、ソ連軍参謀本部情報総局長官であったイワン・セーロフや陸軍の兵科総元帥のセルゲイ・ヴァレンツォフと友人だった オレグ・ペンコフスキーがモスクワ市内で逮捕された。
ペンコフスキーの逮捕によって、キューバ国内の核ミサイルの配備状況のみならず、ニキータ・フルシチョフが当初から妥協を模索していたなどのクレムリン内の動向がアメリカ側に伝わらなくなってしまったものの、これまでにアメリカに伝わっていた情報は、アメリカとソ連の間の交渉において大いに役立った。ソ連軍参謀本部情報総局大佐で後に亡命したヴィクトル・スヴォーロフは、「歴史家はGRU大佐オレグ・ペンコフスキーの名前を感謝の念とともに心に留めることになるだろう。彼の計り知れない価値のある情報によってキューバ危機は最後の世界大戦に発展しなかったのだ」と述べている。

## 海上封鎖

### 10月23日（火）

大統領執務室で海上封鎖宣言に署名するケネディ（1962年10月23日）

10月23日にアメリカの要請を受けて午前に会議を開いた米州機構（OAS）は、キューバのミサイルを取り除くあらゆる措置を認める決議を20対0（棄権3）で採択した。これで今回の海上封鎖《隔離》という措置の適法性が強められて集団的自衛行動となった。

#### 封鎖宣言
この日エクスコムの会議は午前10時と午後6時に開かれて「キューバへの攻撃用兵器引き渡し差し止め」宣言の内容を討議し、ケネディは戦時国際法を適用解釈して、キューバ海域近辺の公海上に設定された海上封鎖線に向けて航行するソ連の貨物船に対して、アメリカ海軍艦艇が臨検を行うことの命令書に署名した。臨検に従わない貨物船に対しては警告の上で砲撃を行うこと、さらにこれらの貨物船を護衛する潜水艦による攻撃や、アメリカ海軍艦艇や航空機に対する銃撃などの敵対行為を取ってきた場合は即座に撃沈することを併せて指示した。この時に他の議題としてキューバ上空を地対空ミサイル（SAM）の射程圏内となる低空偵察飛行を許可し、もし万一ソ連に撃墜されたらそのミサイル基地を爆撃することも決定した。これは4日後に大きな波乱を呼ぶこととなった。

#### 国連
国連では安保理特別会合が午後に開かれて、スティーブンソン国連大使はソ連のミサイル配備を非難し、ソ連のゾーリン国連大使はキューバにミサイルがあることを認めずそれ以上の質問の回答は一切拒否した。この時はアメリカ側は証拠となる空中写真をまだ公開していない。この時にゾーリン国連大使もドブルイニン駐米大使も本国から何も知らされていなかった。国連事務総長代行ウ・タント は米ソ両国に書簡を送り、自制を求めた。

#### フルシチョフの書簡
一方ソ連ではフルシチョフが2通の書簡を送付した。1つはケネディ大統領宛てで「平和への重大な脅威であり、海上封鎖は国際法の重大な違反行為でアメリカは壊滅的結果を招く可能性がある」として激しく非難した。ケネディ宛ての書簡はこれ以降キューバ危機の間に10通以上が届いた。この時代、現在のように米ソ間にホットラインはなく首脳同士が直接対話することは出来なかった。このキューバ危機をきっかけに米ソ間でホットラインが設置されて、初めて両国の首脳による電話での会談がいつでも行えるようになった。
このフルシチョフからのケネディ宛ての書簡に対して、ケネディは返書を送り秘密裡にキューバに攻撃用ミサイルを与えたことで海上「隔離」を行ったことを確認して「理性を持って状況を管理不能な状態にしてはならない」と要望した。この後に大統領はロバートに秘密裡にドブルイニン大使と会ってソ連の行動は間違っていることを伝えさせた。この時ドブルイニンは「隔離は受け入れられない。封鎖は突破する」とロバートに答えたという。
もう1つのフルシチョフ書簡はカストロ宛てで「ソ連は引き下がることはない」と確約した。キューバは最高レベルの警戒態勢に入り、東部にラウル・カストロを、西部にチェ・ゲバラを派遣して防衛準備を仕切らせた。そして3日間で30万人以上のキューバ人が武装し最悪の事態に備えた。
著名な哲学者であったバートランド・ラッセルはケネディに「貴下の行為は無謀で正当化の余地がない」と電報を送り、フルシチョフには「貴下の忍耐こそ我々の希望である」と打電している。

### 10月24日（水）

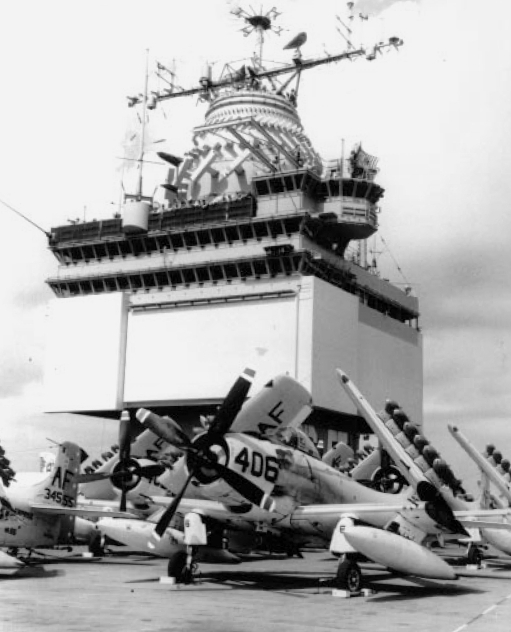
海上封鎖に参加した空母エンタープライズ

10月24日午前にモスクワでは党中央委員会幹部会の承認を受けてフルシチョフはケネディに書簡を寄せ、「世界核戦争のどん底に突き落とす攻撃的行動」で「海賊行為」であり「封鎖を無視する」とした。この日の夜に再びフルシチョフから書簡が届き、封鎖には従わない、必要なあらゆる手段を取ると記してあった。

#### 封鎖開始
この日午前10時に海上封鎖が開始され、アメリカは陸海軍および海兵隊、沿岸警備隊などを総動員した体制を取り、航空機、艦船、潜水艦などで海上封鎖線近辺の警備を強化したほか、ソ連の貨物船が海上封鎖を突破しアメリカ軍がこれを撃沈した場合、即座に全面戦争となる可能性もあったことから、日本や西ドイツ、トルコをはじめとする海外の基地においても総動員体制をかけ、アメリカ軍人のみならず西ドイツ軍なども休暇の兵士を呼び戻した。
この日の朝エクスコムの会議では航空偵察写真の分析結果からR-12、R-14両方のミサイル基地建設が進んでいることが分かった。封鎖線にソビエトの船舶が近づいており、会議の雰囲気は緊迫したものだった。しかしフルシチョフは実際には慎重であった。これらの船舶は本国からの指示によりアメリカ海軍により通達された海上封鎖線を突破することはせず、海上封鎖線手前でＵターンして引き返した。ソ連の貨物船は、もし公海上での臨検を受け入れた場合はアメリカの「恫喝」に屈服する形になるだけでなく、アメリカ側に様々な軍事機密が流れてしまう恐れがあることから臨検を受けることをよしとせず、また海上封鎖を突破し攻撃を受けた場合は即座に報復合戦となり、さらに全面核戦争になる可能性が高いことから、回避行動に出たのである。
アメリカ軍が実際に初めての臨検を行ったのは26日（金曜日）の午前である。

#### ウ・タントの仲介提案
この日、ウ・タント国連事務総長代行は米ソ両国に、数週間は両国とも対決姿勢を緩める措置をとり、ソ連はキューバへの兵器輸送を一時停止すること、アメリカはキューバへの海上封鎖（隔離）を一時停止することとし、そのうえでミサイル基地建設も停止されればその貢献は大きいとして仲介することを提案した。これに対してフルシチョフは前向きに受け入れたがミサイル基地建設停止は同意しなかった。ケネディはミサイル基地建設を中止するのであれば隔離を停止すると表明した。この国連の仲介の下での予備的交渉には両国も同意した。この停止措置の提案は3日後の劇的展開で実質的なものにはならなかったが、フルシチョフにとっては出口での口実を得たことになった。つまり、アメリカの違法な要求ではなく、国連の要請に応じてということで体面を保つ口実であった。

### 10月25日（木）

#### フルシチョフの模索
フルシチョフは、事態が深刻化する中で自らの姿勢を見直すようになっていた。ミサイルや他の兵器をキューバに送ってもカストロ体制の防衛強化にならず、逆に今やアメリカから侵攻される危険が大きくなった。ここでアメリカが今後キューバへの侵攻を行わない確約をする代わりにミサイル基地を撤去することを申し出ることを党中央委員会幹部会に提案した。これであれば当初のアナディル作戦の目標は無となるが、少なくともキューバの安全を確保できて、まずまずの成果であると言えるとして、賛成が多く了承されたが、この取引に応じる用意があるとの合図を送るのはしばらく控えることにした。

#### 国連安保理での米ソ対決

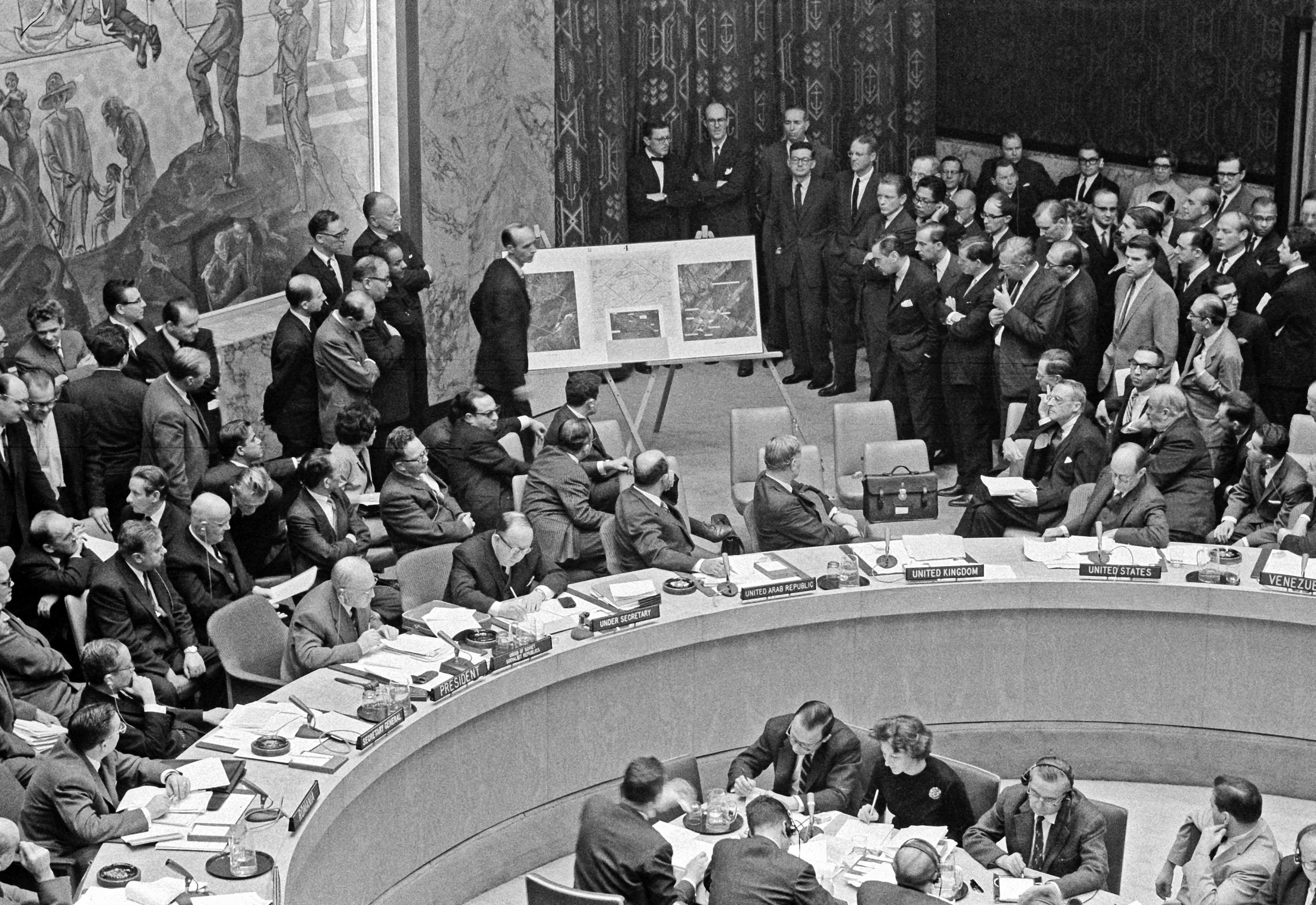
10月25日の安保理で、キューバのミサイル基地を撮影した写真を解説するスティーブンソン国連大使（円卓の写真右から2番目）

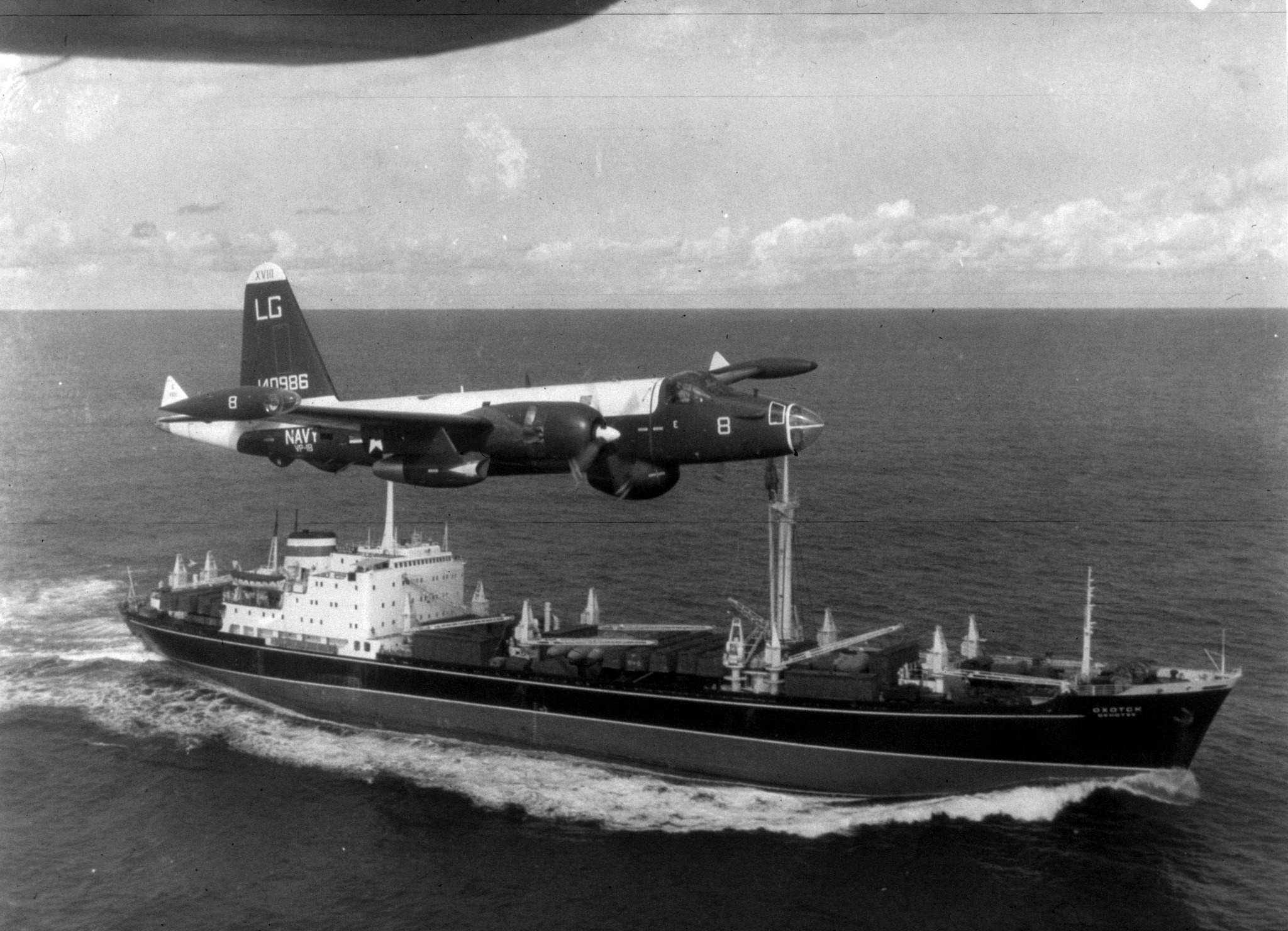
ソ連の貨物船の上空を飛行するアメリカ軍のロッキードP-2 ネプチューン（10月25日）

10月25日の緊急国連安全保障理事会で、アドレー・スティーブンソン国連大使がそれまで極秘で公開していなかった航空写真を用いてソ連のゾーリン国連大使と対決し、劇的な効果を収めた。スティーブンソンは、ソ連の代表団にミサイルをキューバに設置しているのか尋ね、ゾーリンが「そんなものは存在しない」と否定した後、それを反証する決定的な写真を見せて以下のやり取りとなった。
スティーブンソン「通訳は必要ないでしょう。イエスかノーでお答え下さい（ Don't wait for the translation, answer 'yes' or 'no'! ）」
ゾーリン「私はアメリカの法廷に立たされているのではない」
スティーブンソン「あなたは今、世界世論の法廷に立たされているのです」
ゾーリン「そんな検事のような質問をされてもお答えすることはできない」
スティーブンソン「地獄が凍りつくまで回答をお待ちしますよ（ I am prepared to wait for my answer until Hell freezes over. ）」
この駆け引きで、ソ連がキューバにミサイルを配備していることを世界中に知らしめることに成功した。

### 10月26日（金）

#### 封鎖線での乗船臨検
前日にソ連船のタンカー1隻を停船させたが、何もせず他のタンカーとともに通過させた。東ドイツの客船も何もなく通過させた。そしてこの日の未明にレバノン船籍でパナマ人の船主のソ連がチャーターした貨物船を停船させ、乗船して臨検に及んだ。ケネディは必要になるまでソ連船の航行を妨害させないつもりだったが、アメリカが本気であることを示すためにソ連にチャーターされた中立国の船舶に対して乗船臨検させた。この時は問題なしとして通過を許可した。この間に続々とソ連船がUターンしているとの情報が入ってきた。

#### ミサイル基地建設の動き
毎朝エクスコム会議の冒頭にCIAからの報告があるが、この日ミサイル基地建設がまだ進んでいるとする情報が入り、中距離ミサイル（MRBM）は週末には実戦に使えるようになる見通しになったとのマコーン長官からの説明に、海上封鎖が効果を発揮していないとしてミサイルをどうするかにエクスコムの議論が戻りつつあった。その効果についての疑問の声が増え、25日から26日にかけてケネディと他のメンバーとでソ連への圧力を一歩強化する方策を熟慮検討していたが、軍は空爆か侵攻を主張し、ケネディは猪突猛進に反対していた。大統領は「キューバからミサイルを撤去させるには、侵攻するか、取り引きするしかない」と語っていた。この時、どちらを選択するか、腹の中は決まっていた。
26日正午に国務省報道官が定例の記者会見で今後の行動について不用意に「更なる行動」にコメントしたため憶測を呼んで、空爆か侵攻が迫っているとの情報が流れ、ケネディが激怒する一幕があった。この報道官は大統領執務室に呼ばれ大統領から叱責された。しかし24時間後にケネディはこの報道官の誤りが役に立つ効果を生み出したのかも知れない、と冗談交じりに語ることになった。

#### フルシチョフの書簡
10月26日の朝、フルシチョフに、アメリカからの情報として、米空軍戦略航空軍団に史上初めて警戒レベルDEFCON2の防衛準備態勢に入るように命じられたとの報告をKGBから受けた。この時にフルシチョフはもはや待つ余裕はなくなったと腹を決めて、ケネディ宛てに書簡を送ることとした。それはミサイル撤去についての提案であった。
「あなたから10月25日付けの書簡を受け取りました。あなたが事態の進展をある程度理解しており、責任感も備えていると感じました。私はこの点を評価しています。…世界の安全を本当に心配しておられるのであれば私のことを理解してくださるでしょう…私はこれまで2つの戦争に参加しました…至るところ死を広め尽くして初めて戦争は終わるものだということを知っています…ですから政治家としてふさわしい英知をみせようではありませんか…今戦争というロープの結び目を引っ張り合うべきではありません…強く引っ張り合えば結んだ本人さえ解けず…それが何を意味するか申し上げるまでもありません」
この書簡は送信に手間取りこの日の夜、ワシントンに届いた。この時まで実務的に米ソ間でミサイル撤去交渉というものがあったことはない。この時代のこの段階ではおよそ無理な話であって、最高指導者の間でのやり取りで決定せざるを得ないものであった。この意味で10月26日から28日までの間のケネディとフルシチョフとの息詰まるやり取りはこの2人の指導者が冷静に相手の真意を探り合うものであった。
10月26日に届いた書簡は、ミサイルをキューバに置いたのはキューバを侵攻から守るためで、もしアメリカがキューバを攻撃・侵攻しないと約束すれば、国連の監視下でミサイルを撤去するという旨の内容であった。この内容の書簡はウ・タント国連事務総長代行にもゾーリン国連大使から届けられている。
そしてもう一つ非公式なルートでソ連大使館員でKGB担当者でもあるアルクサンドル・ファーミン（フェクリソフ）がABCテレビの特派員であったジョン・スカーリに電話をかけて二人はレストランで会い、昼食を取りながら、ソ連がミサイルを撤去する代わりに、封鎖を解除して、今後キューバへ侵攻しないとの取り決めを行うことにケネディ政権は関心があるだろうか、と尋ねてケネディ政権の意向を探ってほしいと依頼している。スカーリは国務省にすぐに伝え国務省はすぐにエクスコムに伝えた。そしてこの日の夜7時半ごろに二人は再び会い、スカーリは「政府内の最高首脳レベル」 から承認を受けてアメリカはその提案に関心があると伝えるように言われたとファーミン（フェクリソフ）に伝えた。

#### 準戦時体制発令

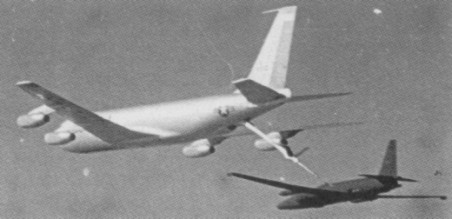
ボーイングKC-135から空中給油を受けるロッキードU-2

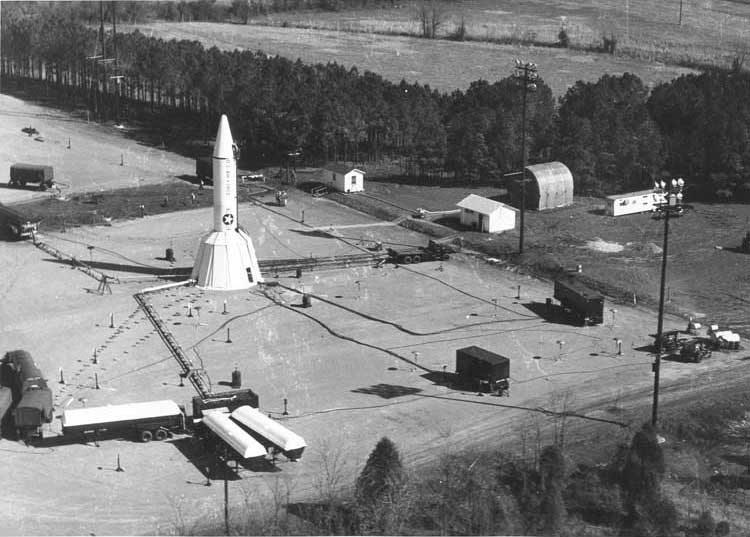
発射準備が進められたジュピター

26日午後10時にDEFCON2 となり準戦時体制が敷かれた。ソ連との全面戦争に備えアメリカ国内のアトラスやタイタン、ソー、ジュピターといった核弾頭搭載の弾道ミサイルを発射準備態勢に置き、ソ連と隣接するアラスカ州などのアメリカ国内の基地のみならず、日本やトルコ、イギリスなどに駐留するアメリカ軍基地も臨戦態勢に置いた。
また、核爆弾を搭載したボーイングB-52戦略爆撃機やポラリス戦略ミサイル原子力潜水艦がソ連国境近くまで進出し、B-52はボーイングKC-135による空中給油を受けながら24時間体制でアラスカや北極近辺のソ連空域近辺を複数機で飛行し続け、戦争勃発と攻撃開始に備えた。
このDEFCON2の発令を受けて「全面核戦争」の可能性をアメリカ中のマスコミが報じたことを受け、アメリカ国民の多くがスーパーマーケットへ、飲料水や食料などを買いに殺到する事態が起きたほか、アメリカやイギリスでは「キューバへのアメリカの介入」を非難する一部左翼団体のデモが行われた。

### 10月27日（土）

#### 暗黒の土曜日

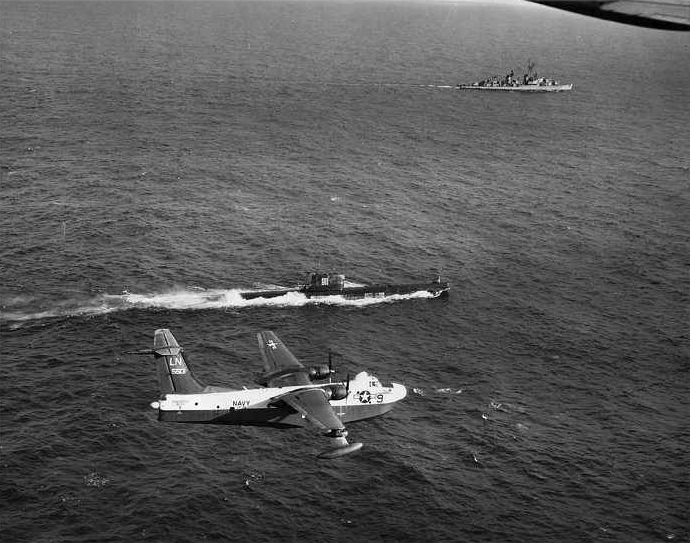
キューバ近海を航行するソ連海軍の潜水艦を監視するアメリカ軍の航空機と艦艇

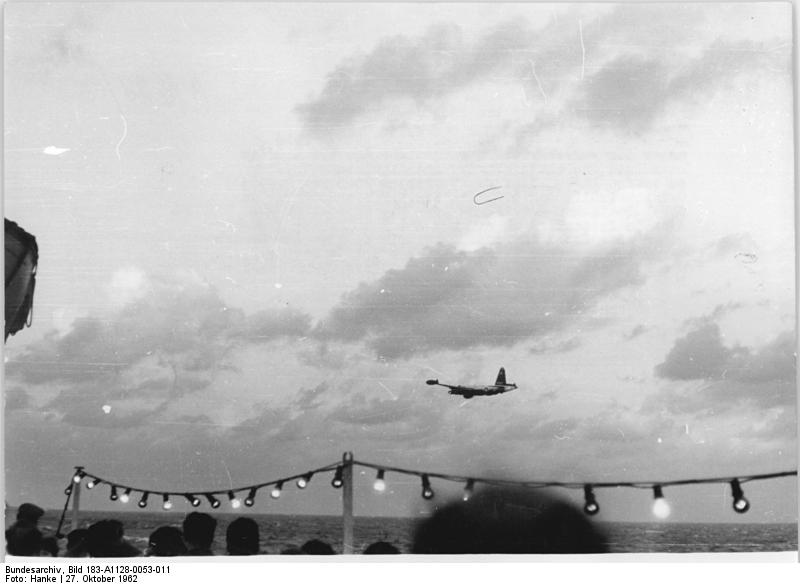
キューバ近海を航行する東ドイツの貨物船の上空を飛行するアメリカ軍の偵察機（10月17日）

10月27日は後に「暗黒の土曜日」と呼ばれることになった。10月27日に危機は極限にまで達した。ワシントンD.C.のソ連大使館で、大使館員が書類を焼却する姿が目撃され開戦に備えているとの憶測が飛んだ。そしてキューバの基地建設が進み、海上封鎖の封鎖線にソ連船舶6隻と東側の3隻の船舶が向かっているとの情報が入っていた。

#### フルシチョフの書簡
この日の朝、モスクワではフルシチョフはにわかに自信を深めつつあった。封鎖宣言から5日過ぎてもアメリカは攻めてこない、ミサイル撤去の条件にキューバを侵攻しない約束以上の譲歩もアメリカは考えているとの感触を得ていた。当時アメリカで著名な評論家であったウォルター・リップマンが25日の新聞コラムで《キューバのミサイル》と《トルコのミサイル》とを「体面を保ちつつ」取り引きするのはどうかと論じていたのである。リップマンがケネディ政権の意思を代弁していたのかどうかは明らかではないが、フルシチョフはアメリカの柔軟な対応を示唆するものと感じ取った。そして「トルコの米軍基地の清算まで達成できれば我々の勝ちだ」と語った。早速昨日とは著しく内容を異にする書簡を準備し、前日送信に手間取って遅くになったことを考えてモスクワ放送で公表した。
そしてワシントン時間でこの日の午前中に新たなフルシチョフの書簡の内容がラジオを通じてエクスコム会議に入って来た。前日の内容に全く触れずにトルコにあるミサイルの撤去を交換条件として要求してきたのである。これを聞いたワシントンでは前日届いた書簡が柔軟な内容であったのに、朝にラジオで聞いた今回の書簡の内容が強硬であったので戸惑っていた。これは東西対立の厳しい状況の中でヨーロッパでは東欧の共産圏があって、ソ連にとっては東欧が緩衝地帯で直接アメリカの核ミサイルが脅威ではなかった。しかしトルコはソ連と境界を接し、トルコ国内の核ミサイルが直接ソ連領内に向けられているので、この時代のソ連にとってトルコのアメリカ軍のミサイルは脅威であった。
前年のベルリン危機でも、アメリカはトルコがソ連の攻撃目標になることを常に念頭に入れなければならない状況であった。ただし1960年代に入ってトルコに配備しているミサイルはすでに旧型であり、アメリカでは原潜などに移動型ミサイルの配備が進み、さらに米ソ間のミサイルの保有数で圧倒的にアメリカが優位であり、必ずしも核ミサイルの固定基地が絶対必要という時代ではもうなかったが、簡単に撤去を了解するとソ連の圧力に屈したことを印象づけ、他の同盟国との信頼が低下することをケネディは懸念していた。

#### 米軍機の撃墜
そしてこの日の昼頃、キューバ上空を偵察飛行していたアメリカ空軍のU-2がソ連軍のS-75(SA-2ガイドライン）地対空ミサイルで撃墜され、操縦していたルドルフ・アンダーソン少佐が死亡する事件が起こった。実は23日の会議で、もし偵察飛行中に米軍機が撃墜されるような事態が生じた場合は、SAM（地対空ミサイル）基地に1回だけ報復攻撃を加え、その後も相手が攻撃を加えて来た場合は全面的に叩き潰す方針を決定していた。従ってこれに対する行動はエクスコムのほぼ全員がSAM基地の破壊で一致した。
しかしケネディはこの決定を引き戻し、キューバに対する攻撃は、ベルリンやアメリカのジュピター・ミサイルが配置されているトルコに対するソ連の攻撃を誘発しかねないとしてきわめて慎重な姿勢を示し、すぐに反撃ではなく1日待つこととした。しかし参謀本部は一気に態度を硬化して即時空爆を主張、10月30日の時点で大規模空爆を仕掛け、即侵攻部隊を送るべきとの意見が強まった。事態の緊張がさらに進み、危機が制御不能な段階までエスカレートしてしまった時の重大な結末をケネディは恐れていた。

#### アラスカでの領空侵犯
さらに悪い事件が起こった。アラスカを飛行中であったU-2が飛行中のミスにより、ソ連領空に深く侵入する事態が生じた。ソ連空軍の戦闘機がスクランブル発進したが幸い発砲はなく、U-2はまもなく針路を取り戻して領空を出た。しかし、ケネディはアメリカが核先制攻撃のための目標を調べているのではないかとフルシチョフに受け取られることを懸念した。結局この事件は余波を招く事はなかったが、後にフルシチョフは戦闘態勢に入っている時に核爆撃機と誤認されかねない危険な事態であった、と述べている。

#### カリブ海での一触即発

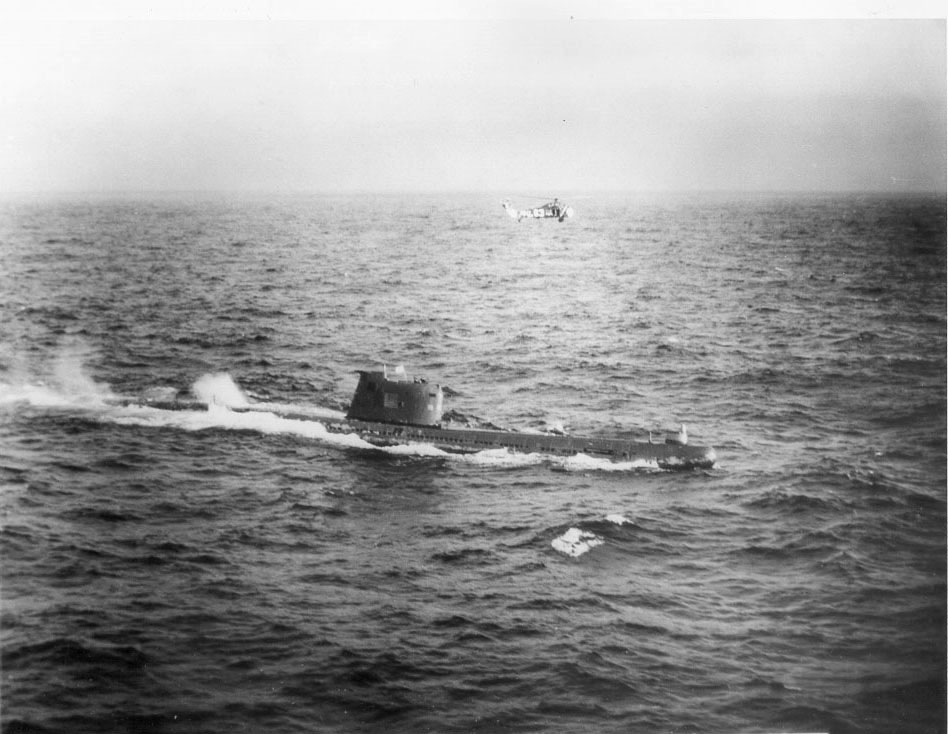
ソ連海軍のB-59潜水艦とその上空を飛ぶアメリカ海軍のヘリコプター

またソ連海軍の4隻のディーゼル潜水艦 が1962年10月1日ムルマンスクを出港し、キューバのマリエル港へ向かっており、ちょうどキューバ危機の時に、アメリカ海軍が設定した海上封鎖線近くにいた。4隻とも核魚雷を搭載し、もし攻撃を受けたら発射するよう口頭命令を受けていた。
アメリカ海軍はキューバ海域に向かう潜水艦を発見し、これに対してキューバ海域を離れるように警告しても従わない場合、被害のない程度の爆雷を投下して警告することになっていた。
10月27日昼頃、冷戦終結後になって分かったことだが、アメリカ海軍は海上封鎖線上で警告を無視してキューバ海域に向かうソ連海軍のフォックストロット型潜水艦B-59に対し、その艦が核兵器を搭載しているかどうかも知らずに、爆雷を海中に投下した。攻撃を受けた潜水艦では核ミサイルの発射が決定されそうだったが、B-59副艦長ヴァシーリイ・アルヒーポフ の強い反対によって発射を止め、また浮上して交戦の意思がないことを表し、その後海上封鎖線から去ることにより核戦争は回避された。

#### ケネディの書簡作成
この日午後の会議で「トルコのミサイルで取り引きすれば、キューバのミサイルを片付けられるのに、苦労して血を流してもキューバ侵攻はうまくいかない。もし後世にそう記録されたら戦争をやってよかったとは言えない」とケネディは呟いていた。しかし会議ではトルコのミサイル撤去に反対が多く、NATO（北大西洋条約機構）が分裂しかねないと懸念する意見もあった。
そこでこの日に届いた書簡（トルコのミサイル撤去）を敢えて無視し、昨日届いた書簡にのみ回答して、その書簡のフルシチョフ提案（キューバを今後攻撃しない）を受け入れる案が出された。そしてケネディは前日に届いた柔軟な内容のフルシチョフの書簡に対してのみ回答する方針を決め、ロバート・ケネディと大統領顧問テッド・ソレンセンにその回答の起草を命じた。そしてスティーブンソン国連大使が推敲して、同日午後8時に公表した。
この回答の中身は『3つの条件』
1. キューバのミサイル基地建設の中止
2. 攻撃型ミサイルの撤去
3. 国際連合の査察団受け入れ

を提示して、この条件を了解すれば、アメリカは海上封鎖を解き、キューバを攻撃・侵攻しないと確約するものであった。
「私はあなたからの10月26日付けの書簡を大変注意深く読み、この問題への早急な解決を求める熱意が述べられていたことを歓迎します。……書簡で示された線に沿って、解決に向けた取り組みを、この週末に国連事務総長代行の下で作成するように指示しました」

#### ドブルイニン大使との折衝

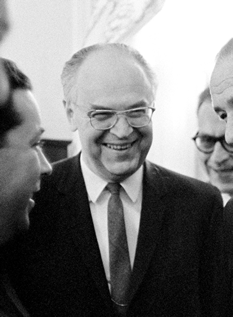
アナトリー・ドブルイニン

これが送信された後、ロバート・ケネディは大統領の求めで駐米ソ連大使アナトリー・ドブルイニンと夜8時頃に密かに会うこととした。このドブルイニン大使との席でロバートは、この返書は大統領個人のものであり、軍部からの強硬な意見を無視した決断であること、米軍機の撃墜と操縦士の死亡は軍部を強く刺激してもはや平和的な解決を図るには時間が無くなったことを強調した。そして懸案のトルコのミサイル撤去について「キューバのミサイル撤去が確認された段階で必ずトルコから撤去する」として、もしこの約束が漏れたら責任は全てソ連側にあり、この提案全てが反故になると強く告げることを忘れなかった。

#### ホワイトハウスの夜
10月27日は終日会議に追われた。アメリカ空軍機撃墜で空爆を主張するメンバーが増え、書簡の回答を作り終えて送信した後は、午後8時過ぎにいったん休憩をとり大統領は食事となった。午後9時に再開してしばらくしてから明朝10時に会議を開くことでこの日は終わった。翌日の会議は10月30日に空爆か侵攻を行うかで開かれる予定であった。緊張と疲労がまじった中で、会議に出席した誰もが30日火曜日には戦争が起こると予測していた。マクナマラは後に「あの日見たポトマック川沿いの夕日は美しく、その時この夕日を生きてもう一度眺めることができるのだろうか、と思った」と語っている。

#### カストロの書簡
実はこの日の夜、キューバのカストロはフルシチョフに躊躇いが生じているのではないか、と心配し始めていた。米ソ間の取り引きも噂されていて、思い切ってフルシチョフを激励するつもりで書簡を送ることにした。そして駐キューバソ連大使のアレクセイエフを呼んで口述させた書簡をフルシチョフ宛てに送った。この書簡は時差の関係からモスクワの28日朝に着いているが、この書簡がカストロの思いとは全く逆の効果を生じることになった。

## ミサイル撤去

### 10月28日（日）

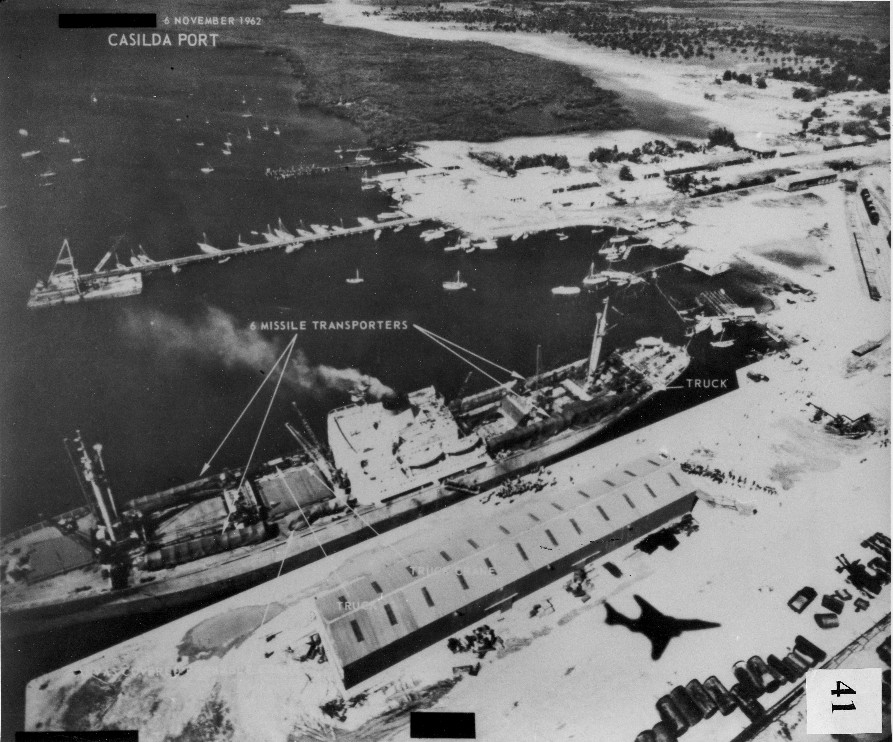
キューバ港からミサイルを運び出すソ連の貨物船（アメリカ空軍の偵察機が撮影/1962年11月）

#### モスクワ放送での回答
この日の朝、モスクワではフルシチョフに悪い情報が入った。前述の米軍偵察機の撃墜があり、ワシントン時間で夕方にケネディ大統領が新たな声明を発表する準備をしているという観測があり、そこへカストロからの書簡が届いた。カストロからはアメリカへの核攻撃を求めていると解釈できる内容でこれはフルシチョフを怒らせた。フルシチョフも事態が制御不能になりつつあることを恐れていた。
モスクワ時間12時に幹部会を招集して、事態が急速に進展する中で、ケネディからの新しい書簡とドブルイニン駐米大使から外務省を通じて指導部に宛てられた報告が届いていた。フルシチョフはこのチャンスを逃すことなくその場で返信を口述した。そしてアメリカにこの返信がすぐに届くように前回と同じくモスクワ放送を通じて早急に読み上げるよう命じた。この声明に関するニュースはまもなく世界に広がった。そしてマリノフスキー国防相はミサイル基地解体をブリーエフ司令官に命じた。

#### ワシントンの朝
ワシントン時間10月28日午前9時、ニキータ・フルシチョフ首相がモスクワ放送でミサイル撤去の決定を発表し、同時にアメリカでもラジオで放送されて伝わった。フルシチョフはアメリカがキューバに侵攻しないことと引き換えにキューバのミサイルを撤去することに同意したのであった。ソレンセン大統領顧問は自宅で朝のラジオで聞き、夢かと思った。国防総省では前日のケネディ提案が拒否された場合の対応策を協議するために召集されていた。マクナマラは早朝に起きて「侵攻一歩手前の措置」についてリストを作成していた。しかし参謀本部のメンバーはこの放送を疑い、カーチス・ルメイ空軍参謀らは30日に空爆をすべきだとの文書を大統領にあらためて提出した。ジョージ・アンダーソン海軍参謀も不満を露わにして即時侵攻を主張した。しかしホワイトハウスは深い安堵感に包まれていた。

#### カストロの怒り
他方ハバナではカストロが激怒していた。フルシチョフから何ら事前の通告もなく、彼はこれを降伏とみなした。キューバを攻撃および侵攻しないという約束のもとで自国に搬入したミサイルを撤去する空手形になるかも知れないものであり、キューバの安全保障を取引の材料にされたカストロは我が耳を疑った。この日フルシチョフからのカストロ宛て書簡が届き、自制を求めるとともにアメリカの攻撃が差し迫っていたというカストロの考えを肯定した上でケネディによるキューバ不侵攻の確約は大きな勝利であり、これによりキューバの安全が確保されたという評価を押し通して協議する時間が無かったのだと主張した。
この書簡には、トルコのミサイルの撤去とキューバのミサイルの撤去とが取り引きされたことには触れなかった。カストロはその後、ミサイル撤去の際に様々な行動をすることになった。後のフルシチョフの回想によれば、アメリカの度重なる偵察と海上封鎖に興奮したカストロはフルシチョフにアメリカを核攻撃するように迫ったとされ、ソ連の方も、核戦争をも厭わない小国の若手革命家と次第に距離を置くようになっていった。
後の歴史学者の間では、当時のソ連第一副首相のアナスタス・ミコヤンからの強い進言がキューバの核ミサイル撤去をフルシチョフに踏み切らせたと考えられている。

## その後
ドン・マントンとデイヴィッド・A・ウェルチ共著『キューバ危機』の第5章「その後」の冒頭に「10月28日に世界は安堵したもののキューバ危機はまだ終わっていなかった。…キューバ危機は最初の13日間の物語よりはるかに長く続いた」と述べている。
いずれにしてもフルシチョフはケネディの条件を受け入れ、キューバに建設中だったミサイル基地やミサイルを解体し、早くも11月中には貨物船でソ連に送り返した。ケネディもキューバへの武力侵攻はしないことを約束、その後1963年4月トルコにあるNATO軍のジュピター・ミサイルの撤去を完了した。なおアメリカはマクドネル・エアクラフトRF-101などの偵察機を、ソ連のミサイル撤去声明の直後より公然とキューバ国内や港湾上空に飛行させ、ミサイルが完全に撤去されたか否かを調査し、ソ連軍もこれらのアメリカ空軍の偵察機を撃墜することをソ連軍の現地司令官やキューバ軍に対し行わないように厳命している。
カストロは協力を拒み、ケネディとフルシチョフの間で合意した国連監視下での兵器撤去の査察を妨げた。彼は査察条件について合意する前に自らと協議しなかったことで憤っていた。10月30日にウ・タント事務総長代行との会談で現地査察についての取り組みを拒絶した。フルシチョフはミコヤン第一副首相をハバナに派遣した。ミコヤンがハバナに行く前にカストロはアメリカに、
1. 領空侵犯の全面的停止
2. 海上封鎖および禁輸措置の解除
3. 体制転覆活動の停止
4. 海賊行為の中止
5. グァンタナモ米軍基地の返還

の5項目の要求を出したが、結局アメリカは無視した。
それどころか、ミコヤンが途中ニューヨークの国際連合本部に寄った際に、スティーブンソン国連大使から新たに攻撃的兵器とみなしキューバから撤去を要求するリストを手渡されて、その中に軽爆撃機「イリューシン」（Il-28）も含まれていて、11月4日にフルシチョフは憤りをもって反対する返信を行っている。
そして、ハバナに滞在してカストロの説得に難渋していたミコヤンも「ソ連はアメリカの新たな要求に応じることはない」とカストロに明言していた。しかし結局11月20日にフルシチョフが軽爆撃機の撤去に同意し、ケネディはその同意をもって海上封鎖の終了を宣言した。国防総省は軍の警戒態勢を解き、キューバ危機は幕を閉じた。
そしてキューバに対するアメリカの介入も減少し、冷戦体制は平和共存へと向かっていくことになる（米ソデタント）。この事件を教訓とし、首脳同士が直接対話するためのホットラインが両国間に引かれた。
カストロは、その後ソ連に2回訪問し、フルシチョフと2人で事件について冷静に振り返っている。カストロは一旦は「自らがアメリカを核攻撃をするようにソ連に迫ったことを記憶していない」としたが、フルシチョフは通訳の速記録まで持ってこさせて、カストロに核攻撃に関する自らの過去の発言を認めさせた。

### 冷戦終結後の情報公開
冷戦終結後にロシアの公開した情報によると、キューバ危機の時点でソ連は既にキューバに核ミサイル（ワシントンD.C.を射程に置く、中距離核弾頭ミサイルR12、R14、上陸軍を叩く戦術短距離核ミサイル「ルナ」）を9月中に42基（核弾頭は150発）配備済みであり、グアンタナモ米軍基地への核攻撃も準備済みであった。さらに、臨検を受けた時には自爆するよう命じられたミサイル（核弾頭を取り外している）搭載の貨物船が、封鎖線を目指していたため、アメリカ軍による臨検は、殆ど効果がなかったのである。
またキューバ軍の兵士の数は、アメリカ側の見積もりの数千人ではなく4万人であった。カーチス・ルメイ空軍参謀総長を始めとするアメリカ軍は、その危険性に気付かず、「圧倒的な兵力」と思い込んでいた軍事力でソ連を屈服させることが可能であると思っていた。
もしフルシチョフの譲歩がなく、カーチス・ルメイの主張通りキューバのミサイル基地を空爆していた場合、残りの数十基の核ミサイルがアメリカ合衆国本土に向けて発射され、核戦争によって、世界は第三次世界大戦に突入していた可能性が非常に高い。

## 解決までの経緯

エクスコムでラスク（中央）やマクナマラ（右）と話すケネディ大統領（左）（1962年10月29日）

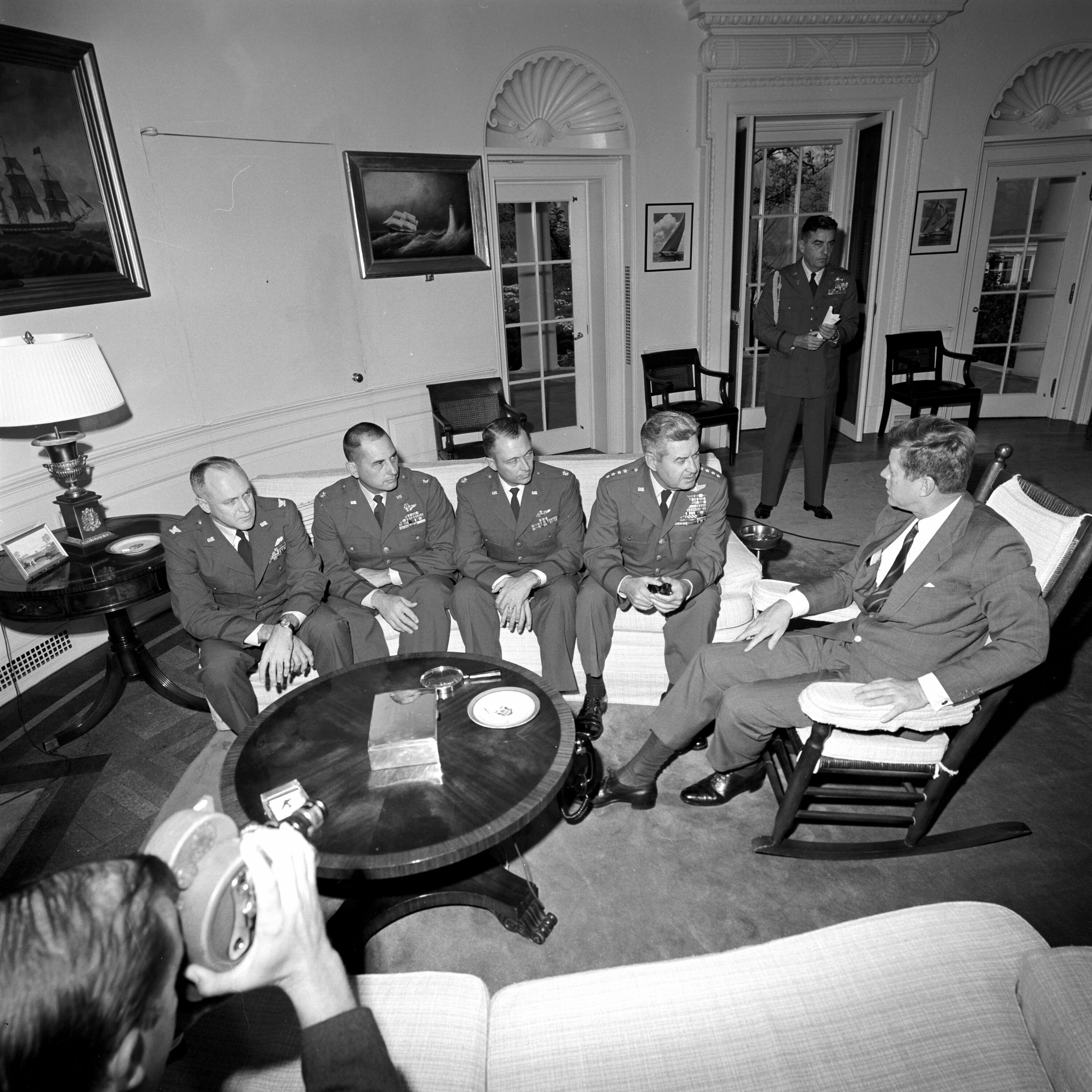
ルメイ空軍参謀総長（左から4番目）らと会談するケネディ大統領。この写真はキューバ上空の偵察飛行をした飛行士2名と空中写真を解析した国防省関係者1名を招いてその労をねぎらったもの（日時不明）

- この危機が起こる前まで相手がいかに不安で脅威を感じていたかをフルシチョフ、ケネディの両人とも全く分かっていなかった。相手がどんな行動に出て、自分の行動がどんな結果を招くのか、しっかり考えてはいなかった。その挙句に二人とも予期していなかった対立に訳も分からず迷い込んでしまったのである。しかし核戦争の底知れない深みを垣間見ることになった二人は見事に回避した。最初は怒りを覚えた二人であったが、それが収まるとそれまで如何に誤解していたかお互いに気づくことになった。そこで相互理解を深めようとしながら事態が制御不能にならないように努めたことは英雄的であった。ケネディは月曜日に封鎖を発表しながら実際に開始したのは水曜日で、臨検は金曜日で、それも慎重な形で行った。実力行使せず、報復のため実力に訴えるしか選択肢がない状況にフルシチョフを追い込むことは一切しなかった。どちらも国内のタカ派を相手にせねばならない状況で取り返しがつかない行動を取らないように注意していた。やがて危機が頂点に達した時に意を決して瀬戸際から退いたのである[76]。
- 実際にフルシチョフは「正直なところ、アメリカが戦争を開始しても、当時の我々にはアメリカに然るべき攻撃を加えられるだけの用意はなかった。とすると、我々はヨーロッパで戦争を始めることを余儀なくされただろう。そうなったら無論、第三次世界大戦が始まっていたに違いない」と後に回想している。その一方、フルシチョフとしては、キューバに対するアメリカの干渉を阻止したことで満足したとも考えられているが、実際にはケネディがトルコからの核ミサイルの撤去を行うことを約束したことがフルシチョフを満足させ、土壇場での両国間の合意を決定づけた[注 42]。
- ケネディの側近だったセオドア・C・ソレンセンの著書「ケネディの道」では、キューバ危機の米ソ対決が沈静化したのは、ロバート・ケネディ司法長官とアナトリー・ドブルイニン駐米大使が、深夜のワシントン市内の公園で密かに会って話し合った時であったことが記されている。その会談で、実際にどのようなやり取りがなされたかは、具体的には書かれていない[注 43]。しかし、その後1970年に発行されたフルシチョフの回顧録の中で、フルシチョフは書いている。ドブルイニンの報告は10月28日の幹部会でケネディ書簡を検討している時に届いていた。そしてロバート・ケネディからの伝言の内容も詳しく書かれていて、トルコのミサイル撤去の件についての意図と背景にある軍部と大統領との確執がフルシチョフにも伝わったことは明らかである。そして「私はケネディはまだ若い大統領で軍部に対する制御力を失う可能性を我々は恐れていた。彼はそれを今、自身で認めたのだ。…合衆国国内で大統領対軍部の緊迫した関係が確かに危機状態に達していることが我々には感じられた」[77] 。ここからは最後にケネディ書簡で合意できるとの判断で、すぐにモスクワ放送で伝えたことを見ると、ドブルイニンの報告はフルシチョフの判断に大きく影響を与えたと考える方が自然である。
- ABCネットワークの記者ジョン・A・スカーリ（英語版）[注 44] の仲介で、ソ連大使館員でKGB担当者でもあるアルクサンドル・ファーミン（フェクリソフ）が、ソ連がミサイルを撤去する代わりに封鎖を解除して今後キューバへ侵攻しないとの取り決めを行うことにケネディ政権は関心があるだろうかと打診した話は、スカーリが「政府内の最高首脳レベル」（ラスク国務長官）から承認を受けてアメリカはその提案に関心があると伝えるように言われたとファーミン（フェクリソフ）に伝えたが、この動きはフルシチョフとの直接的な繋がりはない。
- スカーリは自分が危機解決のための仲介役を務めているつもりだったが、ソ連側は全くそのようには見ていなかったのである。しかもこれがソ連側からの提案で動いたが、ファーミン（フェクリソフ）はアメリカからの提案として本国に電報を送ろうとした。幹部会への送付はドブルイニン大使の許可が必要で、結局大使は許可を与えなかった。この種の交渉にあたる権限が大使に与えられていないことがその理由であった。そして、ドブルイニン大使は別にロバート・ケネディとの折衝があって、その報告をクレムリンに送ったのである[78][注 45]。

## 危機の教訓
マクナマラ国防長官は後に、キューバ危機から二つの教訓を学んだと述べた。1つは「核兵器で武装された国家間の危機管理は本来的に危険かつ困難であり、また不安定である」。2つは「判断の過ち、情報の誤り、誤算のゆえに核武装した大国間の軍事行動の帰結を自信をもって予知することは不可能である」ということであった。
キューバ危機はその後において国際政治に及ぼした影響は大きい。第一はソ連が核ミサイルの増強に走ったことで、米ソ間のミサイルギャップを埋めるべく核ミサイルの開発競争に走り、この結果、米ソ間での核軍備競争となり、1980年代に入ってやがてソ連経済の衰退を招いた。
第二は米ソ両国が核戦争を回避するための道を模索し始めたことで、この危機を教訓として、2つの国の政府首脳間を結ぶ緊急連絡用の直通電話ホットラインがソ連とアメリカ間に初めて設置された。そして翌年8月に部分的核実験禁止条約が締結されて、やがて危機管理の方法の確立から核不拡散などの共通の利害を共有するとの認識に至り、デタントの流れを形成していった。
第三はこの危機から東西両陣営の内部で同盟国の離反を招いたことで、かねてから「中ソ対立」でソ連と対立していた中華人民共和国は、ソ連の脅威に対抗するためもありやがて核実験を実施して核保有国となる傍ら、ソ連との緊張関係が1980年代に至るまで続いた。また1960年に核保有国となっていたフランスは、アメリカの同盟国に対する姿勢に不信感を持ち、ドゴール大統領は独自の外交を展開する。キューバ危機後米ソ間は次第に好転していくが、反対に中華人民共和国とフランスは部分的核実験禁止条約に反対して、しばらくの間は東西両陣営から距離を取る方針を進めた。また中ソの緊張関係が続く中で、ベトナム戦争の末期にアメリカと中華人民共和国が急接近するなど、キューバ危機の前後に起きた様々な動きの結果、これまでの米ソ二極支配の構造から多極化の構造へと変化していった。

## 危機後の米ソ
ニクソン政権の時代に国家安全保障担当特別補佐官そして国務長官を務めたヘンリー・キッシンジャーは著書「外交」の中で、「フルシチョフは自ら作り出した絡み合った罠に自らはまり込んでしまった。彼はソ連のハト派をより対立的な路線に引っ張っていくには弱すぎ、タカ派に妥協するには立場に不安があり、時間稼ぎするしか方法はなく、キューバにミサイルを置くという絶望的な賭けに打って出たのである。」として「冷戦の転換点となった。」と述べている。
キューバ危機は、1963年の米ソ関係の変化につながっていった。核戦争の危機に直面して恐怖を味わったことで、フルシチョフは対米関係の改善を強く求めるようになった。しかし、ソ連内部でフルシチョフの外交上の不手際に対する批判が強まり、1964年10月14日に彼は失脚した。キューバ危機での譲歩がその大きな要因であった。
一方、アメリカでは、このキューバ危機で核戦争一歩手前の危機的状況に直面した際にケネディ大統領の一言が政策を決定したとはいえ、国防総省・国務省・軍部の高官および主要閣僚などが政策決定に与えた影響は大きかった。それまではアイゼンハワーもトルーマンも文民・軍人の官僚からは距離を置き、自身で政策を決定した後に各省庁の部下と協議することがほとんどであった。しかしケネディは政策を決定する前に部下のアドバイスに対してより積極的に耳を傾けた。また議会に対してはアイゼンハワーは議会指導者に外交上の進展について周到に情報提供をしていたが、ケネディは逆に議会に対して時々にしか提供せず、議会の役割は前任者に比べて小さいものでしかなかった。ケネディはアメリカ軍最高司令官としての権力に依存して軍事政策を決定したが、この権力は翌1963年11月22日のケネディ暗殺事件後に昇格したジョンソン大統領によってさらに頻繁に使われるようになっていくことになった。

## その他
- ケネディは、クレマンソーの言葉「将軍たちに任せておくには、戦争は重要すぎる」を頭に置いて外交的解決を目指し、過ちや誤解、伝達ミスが予想外の事態を引き起こし、多くの国家が結果の予測もつかないうちに世界大戦に突入した第一次世界大戦への道筋を描いた「八月の砲声」（バーバラ・タックマン）を読み、自分が「十月の砲声を演じる気はない」と言っていたという[85][注 46]。
- なぜフルシチョフが、キューバからの弾道ミサイル撤退を受け入れたかについては様々な説がある。一説に拠れば、ケネディが演説に先立って行った教会での"礼拝"を、歴代アメリカ大統領が開戦を告げる前に行ってきた礼拝と勘違いしたフルシチョフがアメリカが遂に開戦を決意したと勘違いしてミサイル撤退を決意したというものである。 しかし、当時は情報機関の間では様々な不確実な情報が飛び交っており、ソ連のアレクサンドル・アレクセーエフ（英語版）駐キューバ特命全権大使の所には「数時間以内にアメリカが武力侵攻するという確実な情報」が届けられ、これを知って激高したカストロは、フルシチョフにアメリカを核攻撃するように迫った。しかし、老練なフルシチョフは、この情報はアメリカの情報機関がソ連の情報機関に意図的に流したデマだとして取り合わなかったという。ケネディが教会で礼拝をするという話を聞いて、フルシチョフがあわててミサイル撤退を決意したなどというのは、ゴシップ誌の報道に過ぎない。むしろ敬虔なカトリック教徒であるケネディ[注 47] が、毎週日曜日に礼拝を行うのは当然の慣習である。
- 後世「世界が最も核戦争の危機に瀕した日」として語られるこの事件も、当時はその詳細が一般にはほとんど知られておらず、また短期間での出来事だったこともあり、米『原子力科学者会報』(Bulletin of the Atomic Scientists) 誌における「世界終末時計」には反映されていない。むしろこの事件の反動により米ソが部分的核実験禁止条約を締結した事を受けて、翌1963年には分針が7分前から12分前に戻されている。
- 経済封鎖のため米国内で良質なキューバ製のボンゴやコンガなどのラテン打楽器が入手困難になった。LP（Latin Percussion / ラテンパーカッション）（英語版）社の設立はキューバからの輸入に頼らずに国内で良質なボンゴやコンガなどのラテン打楽器を製造、流通させるためである（当初はLP社創立者の個人的な目的のため）。
- ロシアによるウクライナ侵攻の起こった2022年には、アメリカ大統領のジョー・バイデンが人類が世界最終戦争の危機にさらされるのは1962年のキューバ危機以来だと述べ、「われわれはプーチン氏にとっての出口を見極めようとしている。彼はどこに出口を見いだすだろうか？」と語り[86]、キューバ危機を想起した。

## 主な関係者
アメリカ
- ジョン・F・ケネディ 大統領
- リンドン・ジョンソン 副大統領
- ロバート・マクナマラ 国防長官
- ロバート・F・ケネディ 司法長官
- ディーン・ラスク 国務長官
- マクジョージ・バンディ 大統領特別補佐官
- セオドア・ソレンセン 大統領特別顧問
- マクスウェル・テイラー 統合参謀本部議長
- ジョン・マコーン CIA長官
- アドレー・スティーブンソン 国連大使
- ケネス・オドネル 大統領特別補佐官
- カーチス・ルメイ 空軍参謀総長

ソ連
- ニキータ・フルシチョフ 首相兼共産党第一書記
- アンドレイ・グロムイコ 外相
- アナトリー・ドブルイニン 駐米大使
- ワレリアン・ゾリン 国連大使
- ロディオン・マリノフスキー 国防相
- オレグ・ペンコフスキー - ソ連軍参謀本部情報総局 (GRU) の職員であり、英国と米国のスパイでもあった。

キューバ
- フィデル・カストロ 首相兼共産党第一書記
- ラウル・カストロ 国防相

## キューバ危機を扱った作品

### 書籍
- 戯曲『人類危機の十三日間―キューバをめぐるドラマ』ジョン・サマヴィル(著)、中野好夫(訳) 、岩波新書、1975年

### ドキュメンタリー番組
- 『NHK特集 あの時、世界は… 磯村尚徳戦後史の旅 (7) ケネディ対フルシチョフ 核戦争を賭けた対決』NHK総合テレビ、1979年[87]
- 『NHKスペシャル キューバ危機・戦慄の記録 十月の悪夢』NHK総合テレビ、1992年
- 『映像の世紀 バタフライエフェクトキューバ危機 世界が最も核戦争に近づいた日』NHK総合テレビ、2022年6月27日

### 映画その他
- 映画『トパーズ』
- 映画『13デイズ』
- 映画『マチネー/土曜の午後はキッスで始まる』
- 映画『JFK』
- 映画『X-MEN:ファースト・ジェネレーション』
- 映画『エルネスト』
- 映画『クーリエ:最高機密の運び屋』
- アニメ『テレビまんが 昭和物語』
- ゲーム『メタルギアソリッド3』
- 小説『遙かなる星』（佐藤大輔）
- 漫画・アニメ『彼方のアストラ』